# 유니콘 건담
유니콘 건담(영어: Unicorn Gundam, 일본어: ユニコーンガンダム)은 《건담 시리즈》에 등장하는 모빌 슈트(MS)로 분류되는 가공의 유인 조종식 인간형 로봇 병기이다. 2007년부터 발표된 야타테 하지메, 토미노 요시유키 원안, 후쿠이 하루토시가 저자인 소설로 이후에 애니메이션화된 《기동전사 건담 UC》에서 처음으로 등장했다.
작품 내에서 군사 세력 중 하나인 지구연방군의 시제 건담 타입 모빌 슈트(MS)이다. 극장판 애니메이션 《기동전사 건담 역습의 샤아》에서 처음으로 등장한 특수 구조재인 "사이코 프레임"을 전신에 내부 골격으로 채택하고 있으며, 평상 시의 "유니콘 모드"로부터 각 부분을 신장, 전개시켜 프레임을 노출시킨 최대 가동 모드인 "디스트로이 모드"로 변신하는 것이 특징이다.
《기동전사 건담 UC》 작품 내에서는 주인공인 버나지 링크스가 탑승하는 흰색의 1호기와 처음에는 적대하지만 나중에 1호기와 함께 싸우는 검은색의 2호기 밴시가 등장한다. 또한 《기동전사 건담 UC》 본편에는 등장하지 않는 금색의 3호기 페넥스가 외전의 영상 작품이나 소설에 등장한다. 페넥스는 이후의 극장판 애니메이션 《기동전사 건담 NT》에서 준주역기가 되었다.

## 디자인
메카닉 디자인은 카토키 하지메가 담당하였다. 건담의 V자 안테나가 닫히고, 눈 주위가 바이저로 가려져 인상이 변하며, 건담의 기호가 숨겨지고 유니콘과 같은 외뿔의 머리로 변화한다"는 컨셉은 소설판 《기동전사 건담 UC》의 저자인 후쿠이 하루토시가 제안했으며, 카토키 하지메에게로 이러한 제안이 전달되었다. 카토키는 처음에 뿔이 세로로 갈라져서 전개되는 기믹은 간단해 보이지만 실제 완구 크기로 재현하기는 어렵기 때문에 상품화하기 힘들다는 이유로 반대하였다. 또한 말단만 변화하면 변했다고 하는 인상이 부족하고, 처음의 후쿠이의 제안은 유니콘이라고 하는 소재에 대한 고찰이 충분하지 않다라고 하는 문제점도 상기시켰다.
그러나 후쿠이가 《기동전사 건담 UC》라는 작품에 작가의 생명을 걸려는 열의를 느낀 카토키가 본격적으로 나서기로 결심하고, 후쿠이가 제시한 이미지를 더욱 승화시켜 보다 드라마틱한 연출을 할 수 있도록 건담의 얼굴이 나타나는 것과 함께 신장이 증가하여 7등신에서 8등신으로 변화해 전혀 다른 모습으로 "변신"하는 기믹을 추가했다. 후쿠이는 이를 받아들여 건담의 기호가 숨겨져 있는 "유니콘 모드"의 등신을 소설 속에서 "인체에 가까운 체형"이라고 언급하고, 등신이 신장돼 건담 페이스를 한 모빌 슈트(MS)로 변신하는 기믹에 "사람 속에 잠들어 있는 가능성"이라는 이야기 상의 의미를 부가하기로 했다.
건담의 상징인 안테나는 예각적이고 장대하게 디자인되어 상징으로서 돋보이게 하면서 상품화 시에도 유리하다는 점을 고려해 V자 안테나로 전개했을 때 건담다운 디자인으로 아슬아슬하게 성립할 수 있는 최대한의 길이가 되도록 의도했다고 한다. 후쿠이에 의하면 V자 안테나를 닫은 상태를 "마치 유니콘과 같군요"라고 이야기하고 있었는데, 그래도 "유니콘 건담"이라고 하는 명칭을 정할지 망설이고 있을 때 유니콘(Unicorn)을 우주세기(Universal Century, U.C.)와 중의적으로 표현할 수 있다는 것을 깨닫고 명칭을 결정했다고 한다.
또한 디자인은 한 번에 오케이였지만, 후쿠이가 트리컬러를 제안했으나, 다리, 복부, 흉부에서 사이코 프레임의 발광색이 다를 경우 신호등과 같은 인상을 주게되어 트리컬러안은 폐기되고 사이코 프레임은 빨간색의 단일색이 되었다고 한다.
처음에 《기동전사 건담 UC》는 상품화나 영상화를 전제로 하지 않았기 때문에 이를 역이용해 "좀 더 어려운 디자인"으로 방향을 바꾸게 되었다고 한다. 한편 카토키는 상품화의 어려움을 "극복하기 어렵기 때문에 매력"이라고 생각해 "각처의 사정에 둔감한 척"이라고 하는 태도를 취했는데, 어려움을 전제로 기술적인 도전을 해 나갈 수 있는 방향성으로 문제를 해결할 수 있다고 믿었다고 한다. 상품화에서는 카토키를 통해서 이른 단계부터 반다이의 하비 사업부로 의견이 전달되었으며, 실제로 소설의 연재 시작이 얼마되지 않은 시점부터 교체 없이 "변신" 기믹을 재현할 수 있는 건프라를 기획하고 있었다. 카토키는 변신 후의 전체 높이를 뉴 건담과 나란히 세웠을 때의 높이도 고려하면서 작품 내 시대에서 모빌 슈트(MS)의 전체 높이가 다른 시대보다 높다는 설정에 잘 합치시킬 수 있었다고 한다.

## 설정 해설
유니콘 건담은 지구연방군의 재편 계획의 일환인 참모본부 직할 "UC 계획"의 최종 단계로 개발된 실험기이다. 우주세기 0096년에 애너하임 일렉트로닉스가 보유한 달 표면의 그라나다 공장에서 2기가 완성되었다.
제2차 네오지온 항쟁 시 뉴타입 전용기에 한정적으로 채택되었던 특수 구조재 "사이코 프레임"으로 기체의 구동식 내골격인 "무버블 프레임"을 구축한 사상 최초의 풀 사이코 프레임기이다. 사이코 프레임의 한계 능력을 실증할 수 있도록 선행 개발된, 유니콘 건담의 "NT-D" 발동 시(디스트로이 모드)의 실험기인 시난주의 데이터가 반영되어 있어 기존의 사이코 프레임기를 훨씬 능가하는 기체 추종성을 획득하였다.
일반적으로는 일각수(유니콘)의 이름의 유래인 이마의 1개의 뿔(블레이드 안테나)과 페이스 가드의 피복에 의해서 트윈 아이의 노출 영역이 매우 얇은 것이 특징인 "유니콘 모드"로 운용된다. NT-D 시스템이 뉴타입을 감지함으로써 기체의 리미터가 해체되고 전신의 장갑이 전개되어 내부 프레임이 확장되며, 블레이드 안테나가 V자형으로 전개되고 페이스 가드가 머리 위로 올라가 수납되어 건담 타입의 얼굴이 드러나 진정한 모습인 "디스트로이 모드"로 "변신"한다. 변신 후에는 추력, 제너레이터 출력이 "측정 불능"에 이를 정도로 극적으로 성능이 향상되며, 각 부위에 노출된 사이코 프레임이 눈부시게 발광한다. 다른 병기에게 자신의 위치를 노출시키는 발광은 회피해야 하는 단점이지만, 사이코 프레임의 발광 현상은 그 원리가 해명되어 있지 않기 때문에 디스트로이 모드가 안고 있는 불가피한 문제가 되고 있다. 또한 작품 내에서는 "변신" 전후에 블레이드 안테나의 형상으로 "유니콘 모드"는 "외뿔", "디스트로이 모드"는 "뿔이 갈라짐"으로 통칭된다.
건담 타입으로 개발된 이유는 지구연방군의 재편 계획의 선전적인 의미가 강하고, 지온 근절의 절대적인 상징으로서 뿐만 아니라 과학 기술의 힘으로 뉴타입의 신화를 깨부수기 위한 존재로서, 뉴타입의 신화와 함께 해온 "건담"보다 적합한 기체는 없다라는 생각에서 나온 것이라 언급되었다. 지구연방군 참모 본부의 UC 계획 담당 참모인 미하엘 유릭 중장이 애너하임 일렉트로닉스사의 상층부에 요구한 것은 "지구연방군 참모본부가 상정한 뉴타입 병기(사이코뮤 병기)와의 전투시 이를 완전히 제압, 장악할 수 있는 성능이었다. 이것이야 말로 UC 계획으로 개발, 생산되는 모빌 슈트(MS)에 요구되는 전부이다"라고 말했다고 하며 이 말이 지구연방군에 있어서 UC 계획이 어떤 것인지를 단적으로 보여주고 있다. 그러나 작품 내에서는 이러한 기대와는 반대로, 1호기는 본래의 설계에 상반되는 시스템(라플라스 시스템)이 짜여진 후에 우발적인 요인으로 지구연방도 지온도 아닌 민간인 소년 버나지 링크스에 의해 운용되며 뉴타입의 본연의 존재를 둘러싸고 중립적인 입장에서 양측의 세력을 전전하게 된다. 또한, 2호기는 1호기를 회수하기 위해 대립하는 세력에 의해 운용되어 몇 차례 사투를 벌이지만, 결국 1호기와 협력해서 싸우게 된다.
이 밖에도 1호기와 2호기 및 3호기의 예비 부품으로 유니콘 건담 1기 정도 만들 수 있을 만큼의 사이코 프레임이 준비되어 있었다. 원작 소설판 《기동전사 건담 UC》에서는 "라플라스 사변"의 콜로니 레이저 저지 작전에서 인더스트리얼 7 주역에 이러한 사이코 프레임을 모두 흩뿌리며 유니콘 건담의 사이코 필드를 증폭시키는 매개체로 사용하였다. 애니메이션판 《기동전사 건담 UC》의 "라플라스 사변"에서는 그 전개가 생략되었지만 후일담이 되는 《기동전사 건담 NT》에서 루오 상회가 유니콘 건담용의 예비 사이코 프레임을 수집해 RX-9 내러티브 건담의 장비나 건담을 지키는 결계로 이용한다.
덧붙여 소설판에서의 정식 명칭은 "RX-0 유니콘"이며, "유니콘 건담"이라는 명칭은 이른바 애칭이다.

### NT-D 시스템
풀 사이코 프레임용 OS로 RX-0 각 기를 "유니콘 모드"로부터 건담의 모습을 한 "디스트로이 모드"로 "변신"시킬 때 발동한다. 풀 프론탈에 의하면 지온이 남긴 최대의 "신화"인 뉴타입을 말살하기 위해서 만들어진 시스템이라고 한다.
"NT-D"라는 명칭은 "뉴타입 디스트로이어"의 약자로 여겨지고, 이마의 블레이드 안테나가 적의 사이코뮤 감응파를 탐지함으로써 발동(디스트로이 모드로 "변신")한다. 다만, 보통의 사람에서는 한계 가동 시간이 5분으로 알려져 있고, 일반적인 구동시에는 리미터가 걸려 있어 발동하지 않도록 되어 있다. 예를 들어 1호기는 강화 인간인 마리다 크루즈나 풀 프론탈, 뉴타입인 로니 가베이와의 전투 시에 시스템이 발동하고 있다. 단, 파일럿이 뉴타입이라면 임의로 발동시키는 것도 가능하다.
본 시스템과 개발의 목적(뉴타입을 제거)이 유사한 시스템으로 일년전쟁 시기에 플라나간 기관 출신의 연구자인 크루스트 모제스 박사가 개발한 "EXAM 시스템"이 존재하지만, EXAM 시스템은 올드타입의 탑승을, NT-D는 강화인간의 탑승을 상정해 개발되었다는 점에서 차이가 있다. 게다가 크루스트는 연방, 지온의 구별을 고집하지 않고, 어디까지나 뉴타입 자체의 섬멸을 최종 목표로 하여 EXAM 시스템을 설계하였다. 또한 유니콘 건담의 개발 요구 사양서에는 연방군 측의 담당자 란에 "담당자: 기술 개발 본부 알프 카무라 대령"이라는 이름이 기재되어 있으며, 이 이름은 EXAM 시스템을 탑재한 모빌 슈트(MS)인 블루 데스티니의 담당 기술 장교였던 알프 카무라 대위와 같은 이름이다.
소설판 《기동전사 건담 UC》에서는 NT-D의 명칭에 대해, 1호기의 개발에 관여한 기술자인 아론 텔제프는 "뉴타입 드라이브"의 약자라고 듣고 있으며, 알베르토 비스트 또한 "1호기는 시스템에 라플라스 프로그램이 추가되어 발동 조건이 변경되었기 때문에 더 이상 본래의 "뉴타입 디스트로이어"가 아니라 "뉴타입 드라이브"라고 불러야 할 아류의 시스템이다"라고 평가하고 있다. 또한 알베르토는 1호기에 대해서 파일럿도 스캔해 그 감응파를 감지해서 발동하는 것은 아닐까라고 전투 기록으로 추측하고 있다. 소설판에서는 "UC 계획"에 의해 탄생한 NT-D를 탑재하는 3기(유니콘, 밴시, 시난주)는 파일럿의 뉴타입 능력에 호응해 사이코 프레임이 최대로 공진하면, 제2차 네오지온 항쟁 시의 뉴 건담과 마찬가지로 기체에서 무지개색의 빛의 역장인 "사이코 필드"를 발할 수 있는 것으로 말하고 있다. 그리고 유니콘 건담 1호기와 시난주의 최종 결전에서는 대치하는 2기에서 튕겨져 나오는 무지개 빛 사이코 필드가 다른 모빌 슈트(MS)와는 차원이 다른 기체임을 보여주고 있다.

#### 인텐션 오토매틱 시스템
시난주로부터 계승된, 파일럿의 뇌내 조종 이미지를 기체의 거동에 직접 반영시키는 사이코뮤 사고 조종 시스템이다.
이 시스템에 의해 디스트로이 모드 시에는 순간 이동이라고 착각할 정도로 압도적인 기동성을 발휘할 수 있기 때문에, 1호기에 탑승한 버나지는 파일럿으로서 한 수 위인 프론탈과 호각으로 싸울 수 있었다. 그러나 20 m급의 모빌 슈트(MS)가 인간과 같은 동작을 할 경우 발생하는 가속도(G 부하)는 순간적으로 20 G에 달할 정도로 살인적이다. 또한 사이코뮤에 의한 정신적 부하도 고려하면 시스템의 가동 시간은 5분 정도가 한계이다. 따라서 RX-0는 최단 시간 내에 효율적인 운용이 필요했으며, "UC 계획"에서는 유니콘 건담의 지원기로서 별도로 제스타가 개발되었다. 그러나 유니콘 건담은 제스타와 같은 편으로 전투를 벌이지 않았기 때문에 인더스트리얼 7 주역에서의 집단 전투에서는 소데츠키의 일반기에게 밀리는 장면을 볼 수 있다.

#### 전용 파일럿 슈트
디스트로이 모드에 대응하기 위해 G 부하를 완화시키는 G약 투여기와 콕피트 시트에 고정 홀더를 구비하고 있다. 파워 어시스트도 탑재하고 있다. 다만 G 부하를 완화시키는 능력에는 한도가 있으며, 1호기의 파일럿인 버나지 링크스는 크샤트리아, 밴시에게 각각 받는 충격(G)에 의해 콕피트에서 혼절하였다. 또한 헬멧 등에는 사이코 프레임을 탑재하고 있어, 감응파의 증폭이나 시스템과의 매칭이 행해진다.

#### 사이코뮤 잭
상대 기체에 탑재되어 있는 사이코뮤를 봉쇄하거나 빼앗을 수 있는 대 사이코 머신 기능이다. 유니콘 건담의 경우는 기체 제어를 NT-D로 전환한 후에 사용할 수 있다.
머리의 블레이드 안테나로 감응파의 수신을 주로 하는 유니콘(외뿔)으로부터 발신을 주로 하는 V자형으로 "변신"시킨 후 간섭파를 정수리로부터 방출함으로써 적기의 사이코뮤 병기(판넬)의 제어를 빼앗을 수 있다. 유효 범위는 알려져 있지 않지만, 유니콘 건담은 양자 컴퓨터와 동등하다고 여겨지는 지극히 높은 연산 처리 능력을 가지고 있어서 사이코뮤 잭 기능을 최대한으로 이용할 수 있다.

### 디스트로이 언체인드
건담 프라모델 〈1/60 PG 유니콘 건담〉에서 추가로 설정된 유니콘 건담의 "제3의 형태"이다.
유니콘 건담과 탑승하는 뉴타입 파일럿이 인텐션 오토매틱 시스템을 통해 과도한 교감을 해서, 만일 NT-D 시스템의 가동 수준이 제어 영역의 수치를 넘겨버릴 경우에 대비해, 파일럿의 의사와는 무관하게 기체가 자동으로 "언체인드(묶이지 않은 자)"라고 불리는 형태로 전환하는 기능을 가진 것으로 알려져 있다. 그 모습은 전신의 외부 장갑이 디스트로이 모드일 때보다 더 전개되어 내부의 사이코 프레임이 보다 광범위하게 노출된 모습이 된다. 이것은 강력한 사이코 필드를 발생시켰을 때 기체에 대한 간섭을 피하기 위한 조치이며, 그 모습은 구속에서 풀려난 "묶이지 않은 자"로서의 모습을 나타내게 된다.
이러한 은닉 기능 "디스트로이 언체인드"는 "UC 계획"의 수행을 위해 준비된 "보험" 내지는 "최후의 수단"이며, 이 상태에서는 사이코뮤 접속의 유량 제한이 강제로 차단되고 기체의 조종권도 파일럿으로부터 NT-D 시스템으로 강제로 이행한다. 시스템과 직접 연결된 상태의 파일럿은 그 생존률이 전혀 고려되지 않는 "생체 부품"으로 취급되며 유니콘 건담은 적성 사이코뮤 기체의 격추만을 목적으로 하는 프로그램 코드를 자동으로 실행하는 기계적인 지배 하에 놓인 완전한 전투 머신으로 변모해 버린다.
그러나 라플라스 사변에서는 유니콘 건담이 이 형태로 전환하지는 않았고, 1호기는 사이코 프레임의 발광색이 무지개색으로 변화해 전신에 사이코 샤드를 발생시키는, 개발자들이 상정한 것을 뛰어 넘는 또 다른 형태로 전환하는 것을 볼 수 있다.
만화 《기동전사 건담 U.C.0096 라스트 선》에서는 사이드 7 주역에서 NT-D 시스템의 본능대로 활동하는 유니콘 건담 3호기 페넥스가 디스트로이 언체인드 모드로 전환되었다. 이 때의 사이코 프레임의 인광의 강도는 본래의 색을 잃게 할 정도에까지 이르렀다고 한다.

## 유니콘 건담 1호기
극비리에 소데츠키에게 인도하기 위해 애너하임사 소유의 공업 콜로니 "인더스트리얼 7"으로 반입된 기체이다. 단순히 "유니콘 건담" 또는 "유니콘"으로 불리는 기체는 기본적으로 이 1호기를 가리킨다. 그 모습은 태피스트리 "귀부인과 일각수"에 그려진 귀부인 곁에 있는 신수 유니콘을 디자인의 모티브로 하고 있으며 장갑색은 전체적으로 흰색이며 사이코 프레임의 발광색은 빨간색이다. 또한 사이코 프레임의 최대 공진 시에는 발광색이 빨간색에서 녹색으로 변하며, 소설판에서는 더욱 전신에 무지개색의 빛의 아우라를 휘감는다.
애너하임사와 깊은 관계를 가지면서도 독자적인 의도를 가지고 있던 비스트 재단의 당주인 카디아스 비스트의 주도로 이 1호기에만 원래의 사양에는 없던 "La+ (라플라스) 프로그램"이라는 시스템이 내장되어 있다. 이 때문에 비스트 재단이 은닉해 온 중요한 기밀인 "라플라스의 상자"를 해방하기 위한 유일한 "열쇠"라고 일컬어지고 있다.
유니콘 건담으로 뉴타입 전용기의 개발은 그 도달점을 맞이했지만, 동시에 사람이 제어할 수 없는 초자연적인 힘을 발휘했기 때문에 이후의 모빌 슈트(MS)에게 유니콘 건담의 기술은 구체적으로 계승되지 않았다. 또한 매우 독특한 사정을 가지고 있는 유니콘 건담의 개발 프로젝트는 섹션마다 엄격한 정보 통제가 이루어졌으며, 비록 개발에 참여한 멤버라도 동일한 기체를 만드는 것은 불가능하다고 한다.

### La+ (라플라스) 프로그램
카디아스 비스트에 의해 1호기에만 내장된 특수 시스템이다. 비스트 재단에 막강한 권력을 쥐어주게 한 "라플라스의 상자"의 소재지로 탑승자를 안내하는 "열쇠"가 되는 프로그램이다. 이 시스템이 특정 조건에서 발동하면 "라플라스의 상자"로 이르는데 단서가 되는 데이터가 공개된다. 이 조건이란 라플라스 프로그램이 공개하는 좌표에서 NT-D를 발동시키는 것이다.
소설판 《기동전사 건담 UC》에서는 상기한 내용에 덧붙여, 탑승자에게 강화인간이라고 생각되는 반응이 있을 경우는 시스템이 기동하지 않는 기능이 가엘 창에 의해서 이야기되고 있다.

### 무장
빔 매그넘
유니콘 건담의 표준 장비로 사용되는 RX-0 시리즈의 독자적인 휴대 무장이다. 가장 큰 특징은 메가 바주카 런처와 동등한(일반적인 빔 라이플의 4배)의 파괴력을 지니며, 발사된 빔은 확산하는 입자에 의해 스치는 것만으로도 모빌 슈트(MS)를 격파할 정도의 파괴력을 가지고 있다. 다만 그 위력에 비해 에너지의 소비도 극심하고 사격 시마다 표준적인 용량의 E팩(에너지팩) 하나를 소비한다. 게다가 탄창 1개의 장탄수는 5발로, 예비 탄창(허리 뒤쪽의 아머 좌우에 장비 가능)을 포함해도 최대 15발 밖에 쏘지 못하기 때문에 전투 지속 능력에 문제점을 안고 있다. 또한, 높은 위력 때문에 다루기가 힘들어서 주위에 피해가 우려되는 상황에서는 주로 빔 개틀링 건을 사용한다. 빔 매그넘 본체는 사용하지 않을 시 백팩이나 팔 부분의 래치에 고정시켜 휴대한다.
빔 매그넘은 RX-0의 전용 장비로 개발되었지만, 다른 기체에서도 사용은 가능하다. 다만, 반동이 크고, RX-0 시리즈 이외의 모빌 슈트(MS)가 사용하면 팔 부분에 가동 불량을 일으키는 등 호환성이 있다고는 말하기 어렵다. 애니메니션판 《기동전사 건담 UC》에서는 리디 마세나스의 델타 플러스가 1호기로부터 빼앗아 사용한 후에 오른팔이 작동 불능이 되었다. 한편, 만화 《기동전사 건담 U.C.0096 라스트 선》에서는 같은 델타 건담 계열기인 건담 델타 카이가 문제없이 사용하고 있다. 외전 만화 《기동전사 건담 UC 사자의 귀환》에서는 건담 Mk-II가 오른팔을 도벤 울프의 것으로 교체하고 이를 더 보강하여 빔 매그넘을 사용할 수 있도록 하였다.
빔 사벨
백팩에 2개와 양 팔뚝 부분에 1개씩 총 4개를 장비하고 있다. 백팩의 빔 사벨은 디스트로이 모드에서만 사용할 수 있다. 모두 같은 형태의 것으로, 일반적인 빔 사벨과 구조적으로 큰 차이는 없다. 다만, 디스트로이 모드 시에 파일럿의 감정이 격앙됨에 따라 빔 날이 대형화되는 현상을 보이고, 이는 거대한 파편을 양단할 정도의 위력을 발휘했다. 또한 규격이 맞으면 다른 기체의 빔 사벨도 사용할 수 있다.
디스트로이 모드에서만 사용할 수 있는 빔 톤파라고 불리는 기능을 포함한다. 사용 시에는 팔뚝 부분의 홀더를 180도 전방으로 전개하여 마운트한 상태의 빔 사벨에서 빔 날을 발생시킨다. 이 기능은 사벨을 매니퓰레이터로 유지할 필요가 없기 때문에 유연한 전투가 가능하고 즉응성도 우수하다는 장점이 있다.
소설판에서 시난주와의 최종 결전에서는 최대 출력을 뛰어넘는 거대한 빔 날을 전개한 유니콘 건담 양팔의 빔 톤파로 결판을 지었다. 이 때의 빔 날은 수백 미터에 이르렀고, 결국 출력을 견디지 못한 사벨의 기부가 용해, 폭발해 버렸다.
하이퍼 바주카
하이퍼 바주카 자체는 지구 연방군의 대표적인 MS용 휴대 무반동포로, 동등한 무장을 유니콘 건담 전용으로 사양 변경한 것으로 생각된다. 사용되는 로켓탄은 일반탄이나 산탄 등 몇 종류가 선택 가능하고 디폴트 탄두에는 산탄이 사용된다. 특징 중 하나는 포신의 신축 기구로 수납 시의 편리성이 고려되고 있다. 또한 포신에 레일 마운트를 갖춘 점도 특징적이며, 다른 옵션 무장과의 연동이 가능한 웨폰 플랫폼으로서의 기능을 가지고 있다. 덧붙여 사용하지 않을 시에는 포신을 줄인 상태로 백팩에 마운트되며 예비 탄창을 허리의 리어 스커트에 장착하는 것도 가능하다. 다만, 리어 스커트의 웨폰 락은 빔 매그넘의 탄창과 공용으로 최대 2기까지 장착할 수 있다.
화기로서의 성능은 표준적이며, 로켓탄의 탄속이 느리기도 하고 대MS전투에서 반드시 효과적이지 않다는 평가도 있다. 그러나 직격하면 모빌 슈트(MS)의 사지를 날려버릴 정도의 위력을 가지고 있어, 화력 과잉인 빔 매그넘을 대신해 이용되고 있다.
60mm 발칸포
많은 연방계 모빌 슈트(MS)의 머리에 내장된 소형 기관포이다. 제식 명칭은 "TOTO 커닝엄 ASG64-C1S 60mm 근접 방어 기관포"이다. 5발 중 1발의 비율로 예광탄이 섞여 있어 발포 중 사선의 수정이 가능하다.
소설판의 초기 설장화에서는 그려져 있지 않지만 시난주와의 첫 교전에서 사용된다(디자인 체크 도중에 소설의 연재가 시작되어 버렸기 때문에). 따라서 나중에 후속 설정화에 새로 그려지게 된다. 이후에 제작된 애니메이션판에서는 처음부터 그려졌다.
실드
"변신"시 구조가 변하는 전용 장비이다. I 필드 발생기와 사이코 프레임을 내장하고 있으며 디스트로이 모드에서는 상하의 유닛이 슬라이드하여 I 필드 발생기가 노출되고 패널 모양의 사이코 프레임이 X자로 전개된다. 유니콘 모드에서 I 필드는 사용할 수 있으며, 이 경우에는 일시적으로 실드가 슬라이드된다. 이 중앙부의 I 필드 발생기에 의해, 빔 공격에 대해서도 높은 방어력을 발휘하는 반면, 발생기의 크기의 편의상 I 필드의 전개면은 한정된다.
빔 개틀링 건
원래는 크샤트리아용으로 새로 제조된 4총신식의 대형 빔 기관포이다. 팔라우로부터 탈출 시에 1정이 사용(또한 애니메이션판에서 첫 사용 시에 디바이스 드라이버의 인스톨이 완료될 때까지 발포할 수 없는 묘사가 있다)되었다. 애니메이션판에서 팔라우 탈출 시에 사용했을 때는 조우한 드라이센(소데츠키 사양)을 일방적으로 격파하는 위력을 보였다. 지상에서 유니콘 건담이 크샤트리아의 모함인 가란시엘에 수용된 후의 다카르(애니메이션판에서는 토링튼 기지 주변 시가) 전투 시부터 왼팔 실드 뒤쪽에 2정을 고정 장비하였다.

### 능력
소프트 체스트 터치
애니메이션판 《기동전사 건담 UC》에서 네오 지옹과의 최종 결전을 마무리지은 필살기이다. 디스트로이 모드 시에 사이코 프레임이 최대로 공진하여 녹색으로 발광하는 상태에서 사용했다.
사람의 가능성을 믿으려고 하는 버나지의 "그래도...그래도!"라는 외침에 호응해 유니콘 건담이 발산한 미지의 "따뜻한 빛"을 양 손바닥으로 대상에 접촉해 직접 쏟아 붓는다.
이 "따뜻한 빛"은 유니콘 건담 전신에서 발산해 유니콘 건담의 팔과 다리를 잡아 구속하고 있던 네오 지옹의 거대 암 유닛 4기를 재의 형태로 붕괴시키고, 네오 지옹의 코어 유닛인 시난주에도 흉부 장갑에 양 손바닥으로 부드럽게 접촉해 이 "따뜻한 빛"을 직접 전해 탑승하고 있던 풀 프론탈 속의 "잔류사념"을 정화시키고 거기에 연동해 네오 지옹도 정화된 후에 붕괴하였다. 어디까지나 공격 수단이 아니라 버나지 자신의 마음을 말이 아닌 "열기"로 프론탈에게 전하려고 했던 것이지만 버나지의 생각과 그 생각을 수용한 프론탈의 심경의 변화가 네오 지옹의 전신의 사이코 프레임에 작용하여 기체가 붕괴되는 경과에 이르렀다.
후루하시 카즈히로 감독은 OVA판의 최종장 에피소드 7의 볼거리를 물었을 때 네오 지옹을 붕괴시키는 이른바 "결정기"가 된 이 "소프트 체스트 터치"를 들었고, "그래도...라고 계속 외치는 버나지의 "열"이 프론탈 속의 망설이는 영혼을 성불시키는 것으로 "뉴타입"인 주인공으로서의 역할을 빈틈없이 완수한 것이라고 생각한다"라고 말했다. 또한, 이 동작에 이르기까지의 격투전에서 "정권(正拳)"→"수도(手刀)"→"관수(貫手)"와 다양한 손 모양의 베리에이션으로 공격했는데, 작품 내에서의 설정적 이유는 매니퓰레이터의 관절 보호를 위해서라지만, 작품의 연출적인 이유로 말하자면 "결정기"가 되는 최후의 "손바닥"에 이르기까지의 대비를 노린 것이라고 한다.
소설판 《기동전사 건담 UC》의 외전 〈불사조 사냥〉에서 유니콘 건담 3호기 페넥스도 상대 기체의 흉부 장갑에 손바닥으로 접촉해 파문 모양의 사이코 필드를 쏟아 붓는 이와 유사한 행동(이쪽은 오른쪽 손바닥만 사용)을 함으로써 야크트 도가를 임시 코어 유닛으로 대신 사용한 네오 지옹을 정화하듯이 안쪽에서부터 와해시켰다.
유니콘 건담이 발산해 네오 지옹의 4개의 팔과 본체를 붕괴시킨 "따뜻한 빛"의 상세한 사항은 알려지지 않았다. 마찬가지로 "따뜻한 빛"이라고 호칭되는 현상으로는 《기동전사 건담 UC》보다 이후의 우주세기를 무대로 하는 《기동전사 V 건담》에서 거대한 사이코뮤 병기인 엔젤하이로가 샤크티 카린의 마음을 받아 방출한 "웜 바이브레이션" 및 정화 작용 등 특성이 유사한 현상이 등장한다.
비디오 게임인 《건담 브레이커 3》에서는 "버스트 액션""으로 재현되어 있으며, 주먹과 수도와 관수에 의한 연속 격투 공격을 실시하고 마지막에 손바닥에서 "따뜻한 빛"을 적기에 쏟아 붓는다. 원작 재현으로 명중한 적기의 파츠를 모두 분해하는 효과가 있다.

### 작품 내에서의 활약 (1호기)
《기동전사 건담 UC》에서
유니콘 건담은 중요 기밀인 "라플라스의 상자"를 해방시키려는 카디아스 비스트의 의사에 의해 "소데츠키"에게로 양도될 예정이었다. 하지만 우주세기 0096년 4월 7일에 "라플라스의 상자"를 둘러싼 지구연방군, 애너하임 일렉트로닉스사, 비스트 재단, 소데츠키의 각 세력의 암투에 의해 전투가 발생하고 그 혼란의 와중에 빈사 상태의 카디아스의 손에 의해 인더스트리얼 7의 공업전문학교 학생으로 그의 아들인 버나지 링크스에게 유니콘 건담이 맡겨진다. 이 때 라플라스 시스템에 버나지의 바이오매트릭스가 등록되었기 때문에 다른 사람이 유니콘 건담을 조종하는 것은 불가능해졌다.
소설판
소설판 종반에서는 버나지가 지구권 최고의 전략 병기인 콜로니 레이저의 광선을 상쇄할 정도의 미증유의 사이코 필드를 목숨을 걸고 발생시키려함으로써 뉴타입의 능력이 극한을 초월한 수준에서 발휘된 결과로 과거, 현재, 미래에 존재하는 무수한 "사유"가 버나지의 그것을 핵으로 해서 융합한 후 그 집합적 무의식("전체")가 사이코 프레임을 통해 모빌 슈트와 완전히 융합해 복합 생명체인 "유니콘 건담"으로 새롭게 탄생한다. 그 성능은 이미 모빌 슈트(MS)라고 부를 수 없는, 사람의 사유를 받아들여 실현시키는 "그릇(器)"으로서, 제너럴 레빌의 모빌 슈트(MS)의 대부대를 앞에 두고 손을 대는 것만으로 모빌 슈트(MS)들의 핵융합 엔진을 정지시켜 버린다.
자신이 항상 말버릇처럼 말하던 "가능성이라는 이름의 신" 그 자체라고 할 수 있을 정도의 힘을 얻은 버나지였지만, 최후에는 반드시 돌아가겠다고 약속한 소중한 존재인 오드리 번이 자신의 귀환을 기다리고 있다는 것을 기억하며, 이 정도의 힘에 다시 도달하는 것은 자신에게 불가능한 것인지도 모른다는 것을 인식하면서도 만능의 존재인 것보다는 다시 "사람"으로 사는 길을 선택함으로써 힘을 상실하게 된다.
애니메이션판에서의 변경 사항은 다음에서 순차적으로 서술한다.
또한, 이 소설판에서 버나지는 유니콘 건담 1호기와 융합하여 의식이 복합정신체를 이루고 있었다. 소설판 《기동전사 건담 UC》의 외전 〈불사조 사냥〉에서는 유니콘 건담 3호기 페넥스의 파일럿인 강화인간 리타 베르날의 육체가 소멸해 정신이 전체의 일부가 된 상태로 기체에 깃든 상태가 되어 있는데, 이것과의 관련성은 불분명하다.
《기동전사 건담 NT》에서
우주세기 0097년 경에는 유니콘 건담과 2호기인 밴시 노른의 2기가 우주세기 0096년 시점의 인류는 다룰 수 없는 기술적 특이점 "싱귤러리티 원"이라고 호칭되며 위험시되었다. 이 때문에 지구연방정부와 미네바 라오 자비에 의해 사이코 프레임 연구를 포함해 2호기와 함께 해체, 봉인되었다고 공표되었다. 그러나 1호기에 대해서는 이 작품 내의 어딘가의 행거에 미기동인 상태로 보관되고 있다.

### 풀 아머 유니콘 건담
소설판 및 애니메이션판의 최종 결전 사양이다. 이러한 구상의 바탕은 《기동전사 건담》의 아 바오아 쿠전에서 RX-78-2 건담의 양손에 하이퍼 바주카 2정, 등에 실드와 빔 라이플을 장비한 최종 결전 장비이다. 게임이나 건담 프라모델 등에서는 사이코 프레임이 녹색으로 발광하는 이른바 각성 상태로 그려지는 경우가 많다. 그러나 《기동전사 건담 UC》의 소설 및 OVA에서 모든 무장을 장비한 모습으로는 유니콘 모드 또는 디스트로이 모드의 붉게 발광하는 상태로 전투하고 있으며, 각성 상태가 될 무렵에는 대부분의 무기를 다 사용하고 손에서 놓은 후였다. 따라서 모든 무장을 장비한 모습으로 각성 상태가 되는 장면은 본편 중에는 존재하지 않는다. 하지만 OVA 시리즈를 TV판으로 재편집한 TV 시리즈 《기동전사 건담 UC RE:0096》의 오프닝 테마 〈Into the Sky〉의 영상에서는 사이코 프레임이 녹색으로 발광한 상태로 위의 무장 및 하이퍼 빔 자벨린을 장비해서 전투하는 모습이 그려졌다.

#### 설정 해설 (풀 아머 유니콘 건담)
유니콘 건담의 강화 사양이다. 빔 매그넘 및 실드와 같은 일반 장비 외에 6정의 빔 개틀링 건 및 2기의 하이퍼 바주카, 미사일 런처 등 기종을 불문하고 넬 아가마에 보관되어 있던 무장들을 가능한대로 탑재한 결과, 총 17문에 달하는 화포를 장비하게 되었다. 또한 94식 베이스 자바의 스러스터를 전용한 부스터 유닛을 장비해 기체 중량의 증가에 대응하였다. 이들 장비는 임의로 퍼지할 수 있기 때문에 데드웨이트화를 피할 수 있으며, 디스트로이 모드로의 변신을 방해하지 않도록 배치되었다.
본 사양은 제식적인 것이 아니고, 발안한 것은 넬 아가마에 탑승하고 있던 민간인 소년인 타쿠야 이레이이다. 유니콘 건담의 일련의 전투 데이터를 분석한 타쿠야는 유니콘 건담의 강화 플랜을 독자적으로 고안하였다. 게다가 애너하임 일렉트로닉스사의 기술자인 아론 텔제프가 치밀한 조정을 함으로써 완성된 현지 개수기에 가까운 사양이라고 할 수 있다. 플레이스테이션 3 전용 게임 소프트웨어 《기동전사 건담 UC》에서는 타쿠야가 꿈에서 본 강화 플랜을 나중에 실제 안으로 완성했다고 한다.
유니콘 건담은 결전 무기의 성격이 강한 뉴타입(NT) 전용기를 사냥하는 안티 사이코머신으로 설계되었기 때문에, 단일 기체에 대한 순간적인 전투력은 뛰어난 반면, 다수의 적기를 상대로한 전투 지속 능력에는 문제가 있다고 할 수 있다. 풀 아머 유니콘 건담은 그 문제의 해소를 목적으로 하며 다수의 범용 옵션 화기를 장비함으로써 집단전에 대응한 화력을 균형있게 획득하고 있다. 또한 등의 장비류를 포함한 모든 화기는 원격으로 사용 가능하며, 인텐션 오토매틱 시스템과 연동하여 파일럿에 의한 목표 탐지와 호응하고 어느 정도는 자동으로 조준을 실시해 주는 데다, 다수의 대상에 대해 다수의 무장으로 동시에 공격하는 전법도 가능하고, 풀 아머 유니콘 건담의 사양은 전투 지속 능력의 향상 뿐만 아니라 "순간적인 최대 화력의 행사"라고 하는 본래의 공격 특성도 강화하고 있다. 단순히 대량의 무장을 장비하는 것이라면 일반적인 모빌 슈트(MS)에서도 가능하지만 일반적인 모빌 슈트(MS)가 탑재하고 있는 메인 컴퓨터의 정보 처리 능력으로는 이만큼의 무장을 개별적으고 최적으로 컨트롤해 운용하는 것은 불가능하고, 양자 컴퓨터와 동등하다고 여겨지는 풀 사이코 프레임기의 연산 능력에 의해서 실현된 운용 방법이라고 말할 수 있다.
덧붙여 명칭에 대해서는, 발안자인 타쿠야의 강한 희망에 의해 "풀 아머"라고 불리게 된 경위가 있다. 그러나 본 사양의 주안점은 어디까지나 화력의 증가에 있기 때문에 기체의 명칭인 "풀 아머"는 "armament (=무기, 무장)"의 의미라고 할 수 있다.

#### 무장 (풀 아머 유니콘 건담)
60mm 발칸포
본체의 장비이다. 넬 아가마에 접근하려고 하는 소데츠키의 각 기의 요격에 사용된다. 또한 로젠 줄루가 전개한 사이코 재머를 쏘아 떨어뜨리려고 하지만, 6기 중 2기를 떨어뜨린 시점에서 탄이 모두 소진된다.
애니메이션판에서는 이 탄환은 넬 아가마로 보급되지 않았기 때문에 이후는 탄알이 끊어지지 않지만, 반대로 그 덕분에 네오 지옹 전에서 사이코 샤드에 의한 자폭(머리 손상)으로부터 벗어나고 있다.
실드
뒷면에 빔 개틀링 건 2기를 마운트하여 운용되며 양 팔뚝과 등에 총 3기를 장비한다.
평상 시와 같이 I 필드에 의한 고도의 방어력을 자랑하지만, 애니메이션판에서는 밴시 노른의 발칸으로 1장(사이코 프레임이 붉게 발광)이 파괴되었다.
이어지는 로젠 줄루 전에서 버나지의 감응파가 더욱 강해지면서 사이코 프레임의 발광은 녹색으로 변한다. 이 상태에서는 본체와 실드의 사이코 프레임이 공명하여 독립적인 가동이 가능하며, 추력을 가지고 있지 않음에도 불구하고 비트 무기와 같이 자유자재로 기동해 인텐션 오토매틱 시스템으로 원격 조작된다. 실드 선단부에 의한 물리적 공격이나, 아래에 서술된 빔 개틀링 건을 이용한 올 레인지 공격을 하는 이러한 원격 조작 상태를 각 자료에서는 "실드 판넬"이라고 호칭하고 있다.
애니메이션판에서는 네오 지옹(시난주)의 모니터에도 "판넬(Funnel)"이라고 식별되고 있으며, 사이코 프레임 파츠가 좌우 1편씩 닫힌 "／"형이 된데다, 3개로 풍차와 같은 진형을, 특히 사이코 필드 배리어를 발생시키는 등 더욱 높은 방어력을 발휘하고 있다.
이 실드 판넬(사이코 프레임이 녹색으로 발광)이 된 후에 1장이 로젠 줄루의 클로(인컴)에 포착되어 파괴되지만, 넬 아가마에서 다시 보급을 받아 총 3장을 장비하고 메가라니카로 잠입하였다.
빔 개틀링 건
휴대 병장으로도 사용할 수 있지만 본 사양에서는 꼬리 부분에서 연결한 2기를 한 세트로 하고, 실드 뒤에 마운트한 상태로 운용된다. 3기의 실드에 각각 1세트씩 총 6기를 장비하였다.
실드와 마찬가지로 밴시 노른, 계속되는 로젠 줄루와의 전투에서 4기를 잃지만, 넬 아가마에서의 보급에 의해 6기에 다시 장비된다. 그러나 네오 지옹과의 결전에서 사이코 샤드의 간섭을 받아 전부 자폭하였다.
하이퍼 바주카
넬 아가마에서 급조한 등 부분의 마운트 암의 좌우에 2기가 장비된다. 포신 부분의 레일에는 후술하는 그레네이드 런처, 3연장 핸드 그레네이드 유닛, 3연장 대함 미사일 런처를 장비하고 있으며, 웨폰 플랫폼으로서의 기능을 수행한다.
밴시 노른과의 전투에서 틈을 잡아 사용했지만, 접근한 밴시 노른이 포신을 절단해 버렸다.
그레네이드 런처
제스타용 옵션 장비로 하이퍼 바주카의 포신에 장착된다.
마운트된 상태에서도 발사는 가능하지만 밴시 노른과의 전투에서는 매니퓰레이터로 유지하고 2정을 권총처럼 사용한다.
3연장 핸드 그레네이드 유닛
제간이나 제스타의 옵션 장비로 하이퍼 바주카에 각 2기와 양 다리 부분에 각 2기씩 총 8기를 장비한다. 작은 사이즈 때문에 설치 장소에 제약이 적으며, 탄두도 추진 기능을 가지고 있어서 운용성이 뛰어나다.
밴시 노른과의 맞대결 초반에 탄막을 형성하는 데 사용되었지만, 밴시 노른을 맞추지 못하고 끝난다.
3연장 대함 미사일 런처
스타크 제간의 3연장 미사일 포드의 외장을 제거하고, 내부의 미사일 셀만 유용한 것으로, 2문의 하이퍼 바주카에 1기씩 총 2기를 장비한다. 탄두 자체에 센서가 내장되어 있어서 높은 명중률을 자랑한다.
핸드 그레네이드 유닛과의 일제 사격으로 밴시 노른에 대해 두터운 탄막을 형성했지만, 유효한 직격탄을 주지는 못했으며, 그대로 퍼지되었다.
빔 사벨
일반적인 사양과 같이 백팩과 양팔 부분의 락에 2기씩 총 4기를 장비한다. 다만 양팔 부분에 실드를 장비하기 때문인지 빔 톤파로는 운용되지 않는다.
프로펠런트 탱크 겸 대형 부스터
추가 장비에 의해 증가한 중량을 보충하고 전투 지속 시간을 높이기 위해 등 부분의 마운트 암을 통해 2기의 대형 부스터를 장비하고 있다. 이것은 94식 베이스 자바의 부스터 부분을 유용한 것으로 프로펠런트 탱크를 겸한다. 또한 마운트 암은 가동 구조를 가지고 있어서, 이 대형 부스터도 어느 정도의 추력 방향의 변경이 가능하다. 이 때문에 직선적인 기동력은 본 형태에서 향상되었다.
이 대형 부스터는 질량탄으로 적기에 부딪치거나 분리한 부스터를 저격해 그 폭발로 적을 견제하는 등의 운용도 보인다.
리젤용 빔 라이플
넬 아가마로 돌아왔을 때 우군의 중파된 리젤로부터 빌려서 왼손에 장비했다.
적 군단을 향해 발사해 프로펠런트 탱크를 폭발시키거나 조사 시간을 연장하여 적기를 후려치듯이 쏘아대는 고출력 사격 모드인 "길로틴 버스트"를 다른 무장과 같이 사용하여, 적 전선을 무너뜨리고 돌파구를 마련하는 데 이용했다.
빔 매그넘
유니콘 건담의 주 병장으로 개발된 전용 장비이다. 풀 아머 유니콘 건담의 운용에서 최초로 출격할 때는 장비하지 않았지만, 소데츠기의 모빌 슈트(MS) 부대의 격퇴 후, 메가라니카에 침입할 때 1기를 휴대했다. 네오 지옹과의 전투에서 사이토 샤드의 간섭을 받아 자폭한다.

### 빛의 결정체
애니메이션판 《기동전사 건담 UC》의 마지막에 등장하는 형태이다.
작품 내에서는 이 상태의 유니콘 건담의 명확한 명칭이 언급되지 않기 때문에 애니메이션판에서 스토리를 담당한 후쿠이 하루토시는 인터뷰에서 "진정한 유니콘 건담"이라는 가칭을 사용했다. 이 때문에 각 매체에서 쓰이는 명칭이 다양하며 "유니콘 건담 (사이코 샤드)", "유니콘 건담 (빛의 결정체)", "유니콘 건담 (결정체 Ver.) 등의 명칭이 사용되었다.
애니메이션판 《기동전사 건담 UC》의 스토리 담당 및 극장판 애니메이션 《기동전사 건담 NT》의 각본으로서 후쿠이 하루토시는 인터뷰에서 "저 상태의 버나지라면 지구 상의 모든 군대를 없앤다든지, 그럴 수도 있을 것"이라면서도 "(그런 힘이 있는데 버나지는 되돌아오고, 게다가 《기동전사 건담 섬광의 하사웨이》나 《기동전사 V 건담》으로 이어간다는 것은) 이것은 굉장히 신기한 이야기이다. 우리들 자신의 생각이 모순이다"라는 코멘트를 남겼다. 이 밖에 "결과적으로 버나지가 돌아왔으니 다행이지만, 그대로 유니콘 건담과 일체화됐다면 그 시점에서 우주세기의 이야기는 아마 종료되었을 것 같다. 지구권의 모든 병기를 못쓰게 할 수도 있고, 과거로 돌아가 싸움 자체를 없앨 수도 있다. 하지만 그런 일을 당한다면 세상은 엉망이 되어 버린다. 아마도 지금의 3차원 플러스 시간이라는 것조차 유지할 수 없게 될 가능성도 있다"라는 생각도 밝혔다. "엔진 분해"에 대해서도 "〈시각〉을 되돌려 모빌 슈트(MS)의 엔진을 분해하여 조립 전의 상태로 되돌렸다"라고 코멘트하였다.

#### 설정 해설 (빛의 결정체)
유니콘 건담과 탑승자의 친화성이 극한까지 높아진 결과, 사이코 프레임으로부터 결정 모양의 유사 사이코 프레임인 "사이코 샤드"를 흰색의 장갑 부분도 밀어낼 정도로 생성시킨 유니콘 건담의 궁극의 모습이다. "초각성한 유니콘 건담"이라는 자료도 존재한다.
빛의 결정체의 모습을 한 유니콘 건담과 밴시 노른에 의한 콜로니 레이저의 극적인 감쇠는 뉴 건담이 일으킨 소행성 액시즈의 궤도 변경에 이어, 사이코 필드에 의한 대표적인 사례로 꼽힌다.

#### 능력 (빛의 결정체)
사이코 필드 (인공물의 분해)
RX-0 시리즈의 초현실적인 특성 중 하나로, 매니퓰레이터로부터 방출되는 파동에 닿는 모빌 슈트(MS) 등의 인공물을 분해한다. 나중에 유니콘 건담 3호기 페넥스, 그리고 페넥스와 접촉한 RX-9 내러티브 건담도 같은 현상을 발생시키고 있다.

#### 작품 내에서의 활약 (빛의 결정체)
"라플라스의 상자"의 은밀한 제거를 노리는 콜로니 레이저로부터 메가라니카를 지키기 위해 버나지와 리디는 유니콘 건담과 밴시의 사이코 프레임을 공진시켜 두 기의 유니콘 건담이 발생시킨 사이코 필드에 의해 발사 중인 콜로니 레이저를 상쇄시켰다. 이 때 버나지가 유니콘 건담과 과잉으로 공진함으로써 사이코 프레임이 결정화되어 이 형태에 이르고 있다. 밴시 노른과의 협력으로 1분간의 레이저 조사로부터 메가라니카의 방위에 성공한 유니콘 건담(빛의 결정체)은 스러스터와는 다른 빛을 발하면서 기동하여 미네바 파의 체포를 노리는 부대 규모의 연방군 모빌 슈트(MS)들에게 사이코 필드(인공물의 분해)를 내보냄으로써 각 모빌 슈트들의 핵융합 엔진을 정지시켰다. 이 때 정지한 기체의 제너레이터는 "마치 조립 전으로 돌아간 것 같다"는 평가를 받을 정도로 분해되었고, 반응로의 노심은 직전까지 가동하고 있었음에도 불구하고 연료를 넣은 흔적이 보이지 않는 상태로 변화하였다.
이러한 초자연적인 힘을 목격한 지구연방정부는 콜로니 레이저의 상쇄, 부대 단위의 모빌 슈트(MS)들의 핵융합 엔진 정지에 이은 유니콘 건담에 의한 "세 번째 기적"을 경계하여 메가라니카의 추격을 포기했다.
그리고 버나지는 완성된 뉴타입이 되고 있었지만 버나지의 "사유"가 죽은 아버지인 카디아스 비스트와 만나, 그의 인도로 "반드시 돌아가겠다"고 약속한 오드리(미네바)의 존재를 떠올리면서 의식을 되찾고, 기체도 유니콘 모드로 되돌아갔다.

## 유니콘 건담 2호기 밴시

### 디자인 (밴시)
메카닉 디자인은 1호기와 마찬가지로 카토키 하지메가 담당하였다. 2호기가 적측 세력 소속이기 때문에 흰색의 주인공기와 대적하는 "검은색의 동형기"라는 건담 시리즈에 한정되지 않은 로봇물의 단골 패턴을 답습하였다. 사이코 프레임과 안테나의 색은 누구나가 좋아하는 대비되는 색을 검토하는 가운데 검은색에 대비되는 색상으로서 노란색이나 금색으로 자연스럽게 정해지게 되었다. 머리의 디자인은 적측 세력의 "지온"으로서의 이미지를 대장기의 뿔 같은 부품으로 보이는 실루엣으로 했다고 한다. 애니메이션판에서는 화면에서의 시인성을 고려해 목 주위의 장갑에 금색의 장갑이 추가되었다.
본 기체는 작품 매체에 따라 약간의 사양이 다르며, 원작 소설인 《기동전사 건담 UC》에 등장했을 때의 사양인 "소설판"과 애니메이션판 《기동전사 건담 UC》 (OVA 및 TV 시리즈)에 등장했을 때의 사양인 "애니메이션판"이 존재한다. 애니메이션판 《기동전사 건담 UC》에서 본 기체가 등장한 이후에는 건담 프라모델이나 각종 게임에서 특별히 주석이 없는 경우에는 "애니메이션판"으로 취급(소설판 사양을 다룬 게임 자체가 존재하지 않는다)하며, 소설판 사양일 경우에는 "소설판"으로 기재한다. 본 문서에서는 혼동을 피하기 위해 소설판 사양에는 관련 상품들과 마찬가지로 "소설판"으로 애니메이션판 사양에도 관련 상품에서처럼 무지개가 아닌 "애니메이션판"으로 기체명 뒤에 기재한다. 이 밖에도 애니메이션판에는 종합 성능 향상 사양인 "밴시 노른"이 존재하고, 또한 이벤트 상영 작품인 《기동전사 건담 UC One of Seventy Two》에서는 "U.C.0095Ver."가 등장한다. 만화판인 《기동전사 건담 UC 반데시네》에서는 애니메이션판의 디자인으로 등장하고 있다.

### 밴시 (소설판)

#### 설정 해설
지구연방군의 오거스타 연구소에서 중력 하 시험 후, 1호기의 공간 기동 성능을 피드백하여 조정된 기체이다. 1호기가 단순히 "유니콘"이라고 불리는 데 반해 본 기체는 "밴시"라는 통칭으로 불린다. "밴시"는 아일랜드와 스코틀랜드에서 전해지는 죽음을 알리는 여자 요정의 이름이다. 그 모습은 카디아스가 소유하고 있던 태피스트리 "귀부인과 일각수"에 그려진 귀부인의 옆에서 신수 유니콘과 짝을 이루는 맹수 사자를 모티브로 하고 있으며, 유니콘을 본뜬 순백의 장갑을 가지고 있는 1호기와는 대조적으로 칠흑의 장갑을 가지고 있으며 불길한 분위기를 풍긴다.
1호기와 마찬가지로 NT-D를 탑재하고 있지만, 전신의 장갑색이 검은색이고, 사이코 프레임의 발광색이 금색이며(1호기와 마찬가지로 최대 공진 시에는 발광색이 녹색으로 변하고, 전신에 무지개색의 아우라를 내뿜는다), La+ 프로그램을 탑재하고 있지 않는 점이 다르다. 머리의 안테나는 몇 개의 금색 뿔이 일렬로 늘어선 계관 또는 검은 말의 갈기가 선 것 같은 모양을 하고 있으며, 페이스 커버의 턱 부분에는 송곳니 같은 형상을 볼 수 있다. 1호기로부터 얻은 공간 기동 데이터를 반영하고 있기 때문에 대기권 내에서의 기동성은 1호기를 상회한다.
밴시(소설판)은 머리 안테나의 형상, 장갑색, 사이코 프레임의 발광색 등은 1호기와 다르지만, 무장은 동일하다. 지구연방군의 포로가 되어 오거스타 연구소에서 "플 트웰브"로 재조정 받은 마리다 크루즈가가 파일럿이다. 론도 벨대의 기함인 라 카이람에 수용되지만, 조정과 정비는 모두 비스트 재단 직속의 메카닉 담당자와 오거스타 연구소의 사람들이 담당하였다. 유니콘 건담 1호기와 대결하지만 버나지와 진네만의 필사적인 설득과 자신의 적이어야 할 "건담"에 탑승하고 있는 모순을 깨닫고, 마리다의 세뇌가 풀림으로써 기능이 정지되었다.
마리다가 진네만에 의해 구출된 후에는 제너럴 레빌 소속의 리디 마세나스가 파일럿으로 탑승하게 된다. 버나지가 탑승하는 유니콘 건담 1호기와 사투를 벌이지만 마리다의 목숨을 건 인도로 리디가 본래의 자신을 되찾고 인간이 가지고 있는 가능성을 믿기에 이르고, 버나지와 협력하게 된다. 이후에 풀 프론탈의 시난주를 물리치기 위해 1호기와 함께 최종 결전을 치르게 된다.

### 밴시 (애니메이션판)
애니메이션판 《기동전사 건담 UC》 (OVA 및 TV 시리즈)에서는 원작 소설에서의 무장 및 디자인이 일부 변경되어 목 주변의 장갑이 독자적인 형상이 되었고, 배색도 금색으로 변경되었다. 무장은 오른팔에 사격 병장인 암드 아머 BS, 왼팔에 격투 병장인 암드 아머 VN을 장비한다.

#### 설정 해설
1호기와 마찬가지로 풀 사이코 프레임기로 개발된 2호기이다. 선행하여 지상으로 옮겨진 밴시는 오거스타 연구소에서의 중력하 시험의 실시에 더해 1호기의 공간 기동성을 피드백하는 등, 최종 조정이 행해진 것으로 유니콘 건담(1호기)보다 높은 수준의 완성도를 보이고 있다.
기체의 기본 구조는 1호기와 동일하지만, 블레이드 안테나의 증설에 의해 형상이 변하였다. 이것은 사이코뮤의 송수신 능력의 향상, 그리고 센서 성능의 강화를 노린 것이라고도 알려져 있으며, 사실 센서 유효 반경의 카탈로그 값은 확대된 것이다. 무장의 구성은 크게 다르며, 빔 매그넘으로 대표되는 유니콘 건담의 기본 장비에 의해 단독 기체에 대산 순간 최대 전투력을 추구한 1호기와는 달리, 밴시는 전투 지속 능력을 중시하면서 전완부의 기능을 일부 한정하면서까지 공격 성능을 향상시킨다는 방향성 하에 2종의 암드 아머를 탑재함으로써 종합적인 전투 능력은 1호기보다 현격하게 향상되었다.
또한, 디스트로이 모드 시의 사이코 프레임의 발광색은 1호기가 적색인 것에 비해, 밴시에서는 금색이지만 특별한 성능 상의 차이는 없다.
파일럿은 마사 비스트 카바인에 의해 재조정이 실시되어 알베르토 비스트가 마스터로 설정된 강화인간인 마리다 크루즈가 맡는다.

#### 무장
암드 아머 BS
오른팔에 장비하며 상세한 내용은 뒤에서 서술한다.
암드 아머 VN
왼팔에 장비하며 상세한 내용은 뒤에서 서술한다.
60mm 발칸포
유니콘 건담의 기본 장비로 머리에 2기를 장비하고 있다. 표준적인 근접 전투용 내장 화기로 견제 용도로 설치되어 있다.
빔 사벨
전완부와 백팩에 각각 2기를 장비한다. 1호기와 같이 디스트로이 모드 시에 전완부의 홀더를 전개시켜 빔 톤파로서도 사용 가능하다. 또한, 암드 아머 VN을 장착한 상태에서도 빔 톤파는 전개할 수 있다. 유니콘 모드 시에는 전개한 전완부의 홀더로부터 사벨이 팝업되어 (오른팔의) 매니퓰레이터로 유지한다.

#### 작품 내에서의 활약
우주세기 0096년 4월 30일에 토링튼 기지를 습격한 지온 공국군 잔당에 의한 공격이 끝나갈 무렵 연방군 상층부의 지시를 받은 베이스 자바에 의해 투하된다. 샴블로와의 전투 직후였던 델타 플러스를 위협하는 한편, 로니 가베이를 구하지 못해 망연히 서있는 1호기의 콕피트를 타격해 버나지 링크스를 혼절시켜 1호기를 노획하는 것을 수행했다. 그대로 1호기와 함께 라 카이람으로 귀함한다. 라 카이람에서 La+ 프로그램을 해석하려고 기다리고 있던 마사 비스트 카바인 등 비스트 재단의 인사들과 마주치지만 버나지가 시스템에 락을 걸어놓아 프로그램을 해석하지 못하고 끝난다. 함에서의 해석 작업에는 한계가 있다는 것을 이해한 마사는 1호기의 보다 정밀한 해석과 버나지의 협력 없이 "상자"의 좌표를 입수하기 위해 1호기를 우주로 올리기로 결정한다.
5월 1일에는 무장 해제시킨 1호기를 구속하면서 셔틀을 탑재한 가루다로 이송하는 임무를 맡지만 브라이트 노아의 계책에 의해 정보를 입수한 가란시엘에게 미네바와 유니콘 건담을 탈환하기 위한 강습을 받는다. 이 혼란의 틈에 구속을 피한 1호기를 다시 구속하기 위해서 가루다 위에서 유니콘 건담끼리 격돌한다. 전투 초반에는 무장이 없는 1호기에 대해 암드 아머를 구사하며 우위에 서지만, 버나지의 결사적인 설득과 가루다 기내에서 게릴라전을 벌여온 스베로아 진네만과의 만남으로 인해 마리다의 정신이 혼란스러워지게 된다. 건담에 대한 강한 원념이 박혀 있는 마리다는 혼란스러워 하는 채로 우군기인 델타 플러스로 표적을 전환해 압도적인 전투력으로 상대를 대파시킨다. 기능이 정지된 델타 플러스에 추가적인 공격을 가하려는 밴시였지만, 기체 앞으로 뛰쳐나온 진네만의 설득에 의해, 마리다는 억제되어 있던 기억을 되살린다. 그 결과 파일럿인 마리다는 의식을 잃고 콕피트에서 튕겨 나와 마중 나온 가란시엘로 돌아가고, 밴시는 회수되어 후술할 밴시 노른으로 개수를 받게 된다.
만화판 《기동전사 건담 UC 반데시네》에서는 목 주변의 디자인은 애니메이션판과 동일하지만, 다카르에서의 전투에서 양팔의 암드 아머는 장비하지 않은 채로 등장한다. 무장이 없는 맨손 상태의 유니콘 모드로 리디의 델타 플러스의 오른팔을 파괴하고 기체를 빌딩으로 내동댕이쳐 전투 불능 상태로 만들어 버린다. 토링튼 기지에서 미네바와 마사를 태운 미데아 수송기의 호위 이후에 암드 아머를 장비하지만, 가루다에서의 1호기와의 교전으로 암드 아머 BS가 파손되었고, 바이아란 커스텀의 공격으로 암드 아머 VN도 파손되었다.

### 밴시 (U.C.0095Ver.)
건담 프론트 도쿄 한정 이벤트 상영 작품인 《기동전사 건담 UC One of Seventy Two》에서 등장했다. 소설판처럼 목 주변의 형상이 1호기와 같은 형태이지만 무장은 다르며 오른팔에 암드 아머 VN, 왼팔에 빔 매그넘을 장비하고 있다. 이들 무장 배치의 차이는 탑승하는 파일럿의 조종 특성에 따른 것으로 알려져 있다.
우주세기 0095년 12월 3일에 애너하임 일렉트로닉스사의 마사 비스트 카바인의 지휘 하에 연방군이 독자적으로 조립한 3호기 "페넥스"와의 합동 평가 시험에 참가했다. 소데츠키의 뉴타입 전용 분리 가변기인 리바우와 교전하지만 페넥스와의 사이코 프레임의 공명에 의해 페넥스와도 교전 상태가 된다. 이 전투에서 흉부가 파손되었기 때문에 애니메이션판의 목 주변부가 사자 갈기 형상의 부품으로 개수된다.
만화판 《기동전사 건담 NT》에서 이 시점의 목 주변부의 파츠는 애니메이션판과 동일한 것이 되었다. 또한 암드 아머는 VN이 아닌 DE를 장비하고 있다. 평가 시험 중에는 원격 조작으로 리미터가 걸려 있어서 디스트로이 모드가 되지 않는다. 폭주한 페넥스와의 전투로 왼팔이 절단되며, 공명에 의한 디스트로이 모드의 발동으로 벌어진 머리의 안테나를 잡혀 목이 치인다.

### 밴시 노른
OVA판 《기동전사 건담 UC》의 에피소드 6에서 처음으로 등장했다. 새로운 파일럿인 리디 마세나스용으로 개수된 종합 성능 향상 사양이다. "노른"은 고대 노르드어로 북유럽 신화에 등장하는 "운명의 여신"의 이름이다. 범용성 등에 어려움이 있었던 양팔의 암드 아머를 철거하고, 장비 선택으로 유연한 운용이 가능한 리볼빙 런처 탑재형 빔 매그넘, 기동성과 방어력을 동시에 높여주는 암드 아머 DE, 기체와 파일럿의 친화성을 높여주는 암드 아머 XC를 장비하였다. 기체의 기본 성능도 향상되어 방어력에서는 1호기를 완전히 상회하며, 암드 아머 DE를 부스터로 하여 등부분에 장착한 상태에서는 암드 아머 XC와의 상승 효과에 따라 순간 이동으로 착각할 정도의 공간 기동성을 발휘한다. 또한 뉴타입이나 강화인간이 아니더라도 NT-D를 포함한 기체의 능력을 발휘할 수 있는 사양이다. 파일럿을 담당한 리디는 지구연방군에서 뉴타입이 아닌 파일럿으로 평가받았지만, 버나지와의 전투에서 뉴타입으로 각성하였다.
사이코 프레임의 발광색은 플 트웰브가 조종할 때와 마찬가지로 금색이다. 풀 아머 유니콘 건담이나 네오 지옹과의 전투 중 리디의 뉴타입 소양이 높아질 때에는 사이코 프레임의 빛이 한층 더해져 발광색이 금색에서 레드 골드로 변화했다. 라플라스 사변의 최종 국면에서는 유니콘 건담과 함께 사이코 필드를 전개하여 콜로니 레이저를 막았으며, 이 때 밴시와 리디의 친화성이 더욱 경지에 이르렀고, 사이코 프레임은 녹색으로 빛났다.
애니메이션판 《기동전사 건담 UC》 이후를 그린 《기동전사 건담 UC 사자의 귀환》에서는 레이저를 무효화한 후에 넬 아가마로 귀함해 그대로 지구연방군으로 돌아가고 있다. 게다가 《기동전사 건담 NT》에서 우주세기 0097년 경에는 1호기와 마찬가지로 "현재의 인류로서는 다룰 수 없다"는 의미에서 기술적 특이점 "싱귤러리티 원"으로 인정되고 있으며, 1호기(유니콘 건담) 해체의 교환 조건으로서 동일하게 해체, 봉인 처리되었다.
무장
리볼빙 런처
빔 매그넘의 총신 하부에 추가 장착된 회전식 탄창을 본뜬 다목적 런처이다. 퍼스트 건담의 슈퍼 네이팜을 강화한 이미지로 설정되었다.
원통형 발사기에 4개의 웨폰 베이를 구비하고, 그 내부에 아래에 서술된 카트리지 유닛을 장전할 수 있다. 런처는 빔 매그넘의 배럴 하부에 프레임을 통해 마운트되어 허리의 리어 아머에 예비 런처를 장비하는 것도 가능하다(빔 매그넘용 E팩과 선택식).
다양한 전환이 대응 가능한 보조 병장이지만 사용하는 카트리지마다 전환하는 조작이 필요하며, 이 틈을 이용하는 경우도 있다. 작품 내에서는 크샤트리아 리페어드와의 근접전에서 적기의 눈 앞에서 카트리지를 전환하는 바람에 튕겨나가 버렸다.
순광식 철갑 유탄 (MGaAP)
착탄 후, 한 박자 두었다가 섬광을 발하며 폭발하는 소형 탄두를 발사한다. 제간 D형의 실드를 분쇄했지만, 헐 유닛에 도킹한 시난주에는 효과를 보이지 않고 끝난다.
봅 미사일
4기가 한 조가 된 미사일을 발사한다. 발사 후, 탄체는 분열되어 표적을 향한다.
빔 짓테
포구에서 소형의 빔 사벨을 노출시킨다. 공격용이 아니라 방어용의 병장이지만 하이퍼 빔 자벨린의 빔 블레이드를 수용하고 있다.
마이크로하이드 봄
소형 기뢰이다.
빔 사벨/빔 톤파
유니콘 건담(1호기)과 공통으로 장비하는 병장으로, 좌우의 전완부에 1기씩, 백팩에 2기의 총 4기를 장비하고 있다. 백팩의 빔 사벨은 암드 아머 XC의 기부에 마운트되는 구조이다.
유니콘 건담의 실드의 I 필드를 뚫을 정도의 위력은 없다.
실드
1호기의 것과 같은 형태이며, I 필드 제너레이터와 사이코 프레임을 탑재한 실드이다. 본 기체는 당초 암드 아머 DE를 증설한 후에 장비하였으나 크샤트리아 리페어드와의 전투에서 암드 아머 DE가 파괴된다. 최종적으로는 네오 지옹과의 전투에서 빔 매그넘용 E 팩의 폭발에 휘말려 소실된다.

## 유니콘 건담 3호기 페넥스

### 디자인 (페넥스)
메카닉 디자인은 카토키 하지메가 담당하였다. 1호기가 흰색, 2호기가 검은색이라고 하는 단순한 선택이었기 때문에 3호기는 과감한 방향으로 금색으로 결정되었다. 금색의 불사조를 모티브로 하였으며 안테나는 닫힌 상태에서는 닭의 벼슬 모양으로, 펼치면 날개처럼 보이도록 디자인하였다고 한다.
극장판 애니메이션 《기동전사 건담 NT》에서는 프로듀서인 오가타 나오히로가 카토키 하지메에게 본 기체의 디자인 리뉴얼을 의뢰했는데 "봉황이라고 하면 꼬리인데, 그게 없었지"라는 카토키의 제안으로 기존의 디자인에 "꼬리"만 붙여졌다.
또한, 디스트로이 모드로의 "변신"에서 백팩 측의 빔 사벨의 전개에 등쪽의 암드 아머 DE(의 접속 프레임)가 방해가 되기 때문에 MG 등의 건담 프라모델에서는 일단 이들을 떼어낸 후 등쪽의 빔 사벨을 전개하고 다시 프레임과 암드 아머 DE를 다시 장착하는 방식이다. 이 때문에 애니메이션의 설정에서도 "접속 암이 표면을 막고 있기 때문에 변신 시에 빔 사벨이 어떻게 전개되는지는 불명"이라고 되어 있다.

### 설정 해설 (페넥스)
《기동전사 건담 UC》 본편에는 등장하지 않는 기체이며 건담 프론트 도쿄 한정 이벤트 상영 작품 《기동전사 건담 UC One of Seventy Two》에서 처음으로 등장했다. 통칭인 "페넥스"는 "솔로몬의 72악마" 중 하나인 사악한 불사조의 명칭이며, 작품의 서브 타이틀인 "One of Seventy Two"의 유래이기도 하다. 불사조를 모티브로 한 머리 안테나의 형상이나 황금색의 컬러링은 유니콘이나 밴시와 마찬가지로 "귀부인과 일각수"에 그려진 동물로부터 컨셉을 얻었으며, 그 그림에 그려진 새를 연상시킨다. 등 부분에 암드 아머 DE 2기를 표준 장비한 것도 특징이다.
우주세기 0095년에 시험용으로 선행 납입된 풀 사이코 프레임의 소체를 바탕으로 유니콘 건담 1호기와 2호기의 건조 데이터를 반영해 연방군이 독자적으로 조립한 유니콘 건담 3호기이다. 이러한 배경에는 UC 계획에 비스트 재단이 관여하는 것을 탐탁치 않게 여기는 지구연방군 참모의 생각도 깊이 반영되어 있었다. 건조에 관여한 참모 A는 "이것이야말로 진정한 RX-0"라고 자부하는 등 상당한 자신감을 갖고 있었지만, 준비 원고의 시나리오에서는 애너하임사의 마사 비스트 카바인으로부터 "군의 체면인지 뭔지는 몰라도 시시한 고집을 부리며 마음대로 3호기를 만든 사람에게 말할 수 있을지 모르겠다"라는 비아냥거림을 듣는 장면이 있었다. 하지만 결정 원고에서 이러한 마사의 대사는 편집되었다.
관절부나 발꿈치 등의 부위를 제외하고는 거의 금빛 일색으로 거울처럼 우주의 별들을 비추는 빛나는 황금색을 띠고 있다. 페넥스와 교전했던 셰자르 대대장 이아고 하카나(불사조 사냥판)는 "전신의 금빛 장갑 도장은 의외로 스텔스 효과가 높다"라고 말했다. 전신의 금빛 장갑 도장은 내빔 코팅을 위한 에멀전 도장인데, 애멀전 도료로서의 성능은 높지 않다고 여겨진다. 콕피트 내에는 내G 기능을 강화한 특성을 지닌 리니어 시트와 전방위 모니터가 설치되어 있으며 콕피트의 구조는 표준적인 연방군 기체의 구조와 큰 차이가 없다.
사이코 프레임의 발광색은 파란색이며, 각성 상태에서는 다른 기체와 마찬가지로 녹색이다. 폭주 상태에서는 트윈 아이의 발광색이 황색에서 적색으로, 사이코 프레임의 발광색은 청색에서 주황색으로 변한다고 한다. 또한 처음에는 사이코 프레임의 발광색을 황색으로 상정하고 장갑색을 흰색과 검은색을 기조로 하는 뉴 건담을 방불케 하는 컬러링을 예정하고 있었으나 내빔 코팅 도장을 시작하게 되어 이 안은 폐기되었다. 페넥스는 RX-0의 특징인 NT-D를 발동시키면 본체 장갑과 후면부의 암드 아머 DE 2기를 동시에 전개한다. 펼친 양날개를 상기시키는 실루엣은 푸른 사이코 프레임의 빛과 함께, 자신이 불사조를 모티브로 한 건담임을 완전히 드러낸다.

### 작품 내에서의 활약 (페넥스)
영상작품 《기동전사 건담 UC One of Seventy Two》
우주세기 0095년 12월 3일에 마사 비스트 카바인의 입회 하에 밴시와의 합동 평가 시험을 실시했다. 소데츠키의 뉴타입 전용 모빌 슈트(MS)인 리바우와의 교전 중 NT-D를 발동시킨 밴시의 우위에 초조해진 연방군의 라슨 중장의 지시에 따라 페넥스의 NT-D의 리미터가 해제된다. 그 후, 밴시와의 사이코 프레임의 공명에 의해서 폭주해, 표적을 리바우에서 밴시로 변경하였고, 부대가 후방으로 이동한 후에도 폭주는 가라앉지 않았고, 결국에는 라슨 중장이 탑승하고 있던 아이리쉬급 전함 샬롯의 브릿지를 파괴해 많은 사망자를 내고 만다. 이후에 본 기체는 행방불명된다.
만화 《기동전사 건담 U.C.0096 라스트 선》
우주세기 0096년 1월에 사이드 7 주역에서 수송함 "안바르" 및 아이리쉬급 "오아시스"와 지온군 잔당의 무사이급 "메이루메르"와의 전투 종료 직후에 갑자기 출현했다. 아이들이 타고 있던 스페이스 런치에 발포해 1척을 격추하고, 다른 런치나 선 플레이스를 구출한 주옴도 노린다. EWAC 제간을 통해 관전하던 록 호커 대령은 그 안에 뉴타입 아이들이 존재하고 있었다고 확신한다. 건담 G 퍼스트와의 근접 전투 중 리미터를 풀어 디스트로이 언체인드 상태가 되지만, GF 탱크와 합체의 의한 G 퍼스트 DX의 파워전에 밀려 기능을 정지당한다. 이후 페넥스는 록 호커 휘하의 신생 흐 레스 벨그 대에 의해 회수된다. 달의 뒤편에 있는 나이트로 연구 시설에서 콕피트를 강제로 열었지만, 내부에 사람은 없었다.
이후에 암드 아머 XC를 장비한다. 전일담에 해당하는 《기동전사 건담 U.C.0094 어 크로스 더 스카이》의 에필로그에서도 비슷한 에피소드가 그려졌다. 또한 이 시기에 유니콘 건담 1호기의 첫 실전 참가가 보고되었다.
소데츠키·연방군의 혼성부대와의 결전 시에는 나이트로대의 소속기로 출격했다. 자나두에 의해 납치되어 나이트로에 정신을 침범당한 건담 G 퍼스트의 파일럿인 졸리온 데이 중위가 탑승했다. 졸리온을 대신해 건즈 런이 파일럿으로 탑승한 건담 G 퍼스트 DX와 교전하고 리바우가 암드 아머 XC를 파괴함으로써 기능을 정지당한다. 졸리온이 콕피트로부터 구출된 후 페넥스는 무인 상태로 어디론가 날아가 버렸다. 잉그 류도의 잔류 사념체의 발언에 따르면 "나와 같은 손님(사념)이 안에 있었다"고 한다.
단편 소설 《기동전사 건담 UC 불사조 사냥》
본작은 어디까지나 소설판 《기동전사 건담 UC》의 설정에 따르는 외전 소설이지만(소설판 본편에 네오 지옹은 등장하지 않는다) 후에 제작된 극장판 애니메이션 《기동전사 건담 NT》는 본작을 모티브로 하고 있다.
우주세기 0096년의 다카르 사건이 일어나고 1주일 정도 후에 연방군의 특무부대 셰자르대가 행방불명된 페넥스를 수색, 포획하는 작전을 개시한다. 3일째에 페넥스와 조우하지만 농락당하고 놓치고 만다.
《기동전사 건담 UC One of Seventy Two》에서 그려진 평가 시험 때 페넥스에 탑승한 자는 리타 베르날(불사조 사냥판)임이 이 작품에서 밝혀지지만, 폭주로 인해 육체를 잃고 페넥스와 융합한 채로 약 반년 동안 우주를 떠돈다. 리타는 소꿉 친구이자 셰자르대에 소속된 요나 바슈타(불사조 사냥판) 중위를 이끌고, 페넥스의 힘을 이용해 풀 프론탈의 손에 넘어가기 전에 "지금 우리 세상에 존재해서는 안되는 것"인 네오 지옹을 파괴하려 한다.
L1 정션 터에서 셰자르대는 다시 페넥스와 조우하지만, 요나의 스타크 제간을 예인하는 형태로 인근에서 네오 지옹을 수송하던 소데츠키의 무사카 급 순양함 근처로 데려간다. 요나기는 무사카급의 격침에 성공하지만 야크트 도가를 코어 유닛으로 한 네오 지옹이 기동한다. 교전 끝에 요나는 탑승기가 대파되기 직전에 페넥스로 옮겨 탔고, 페넥스는 디스트로이 모드로 변신한다. 네오 지옹의 사이코 샤드의 효과에 의해 모든 무장(암드 아머 DE, 빔 사벨, 머리의 발칸포)가 파괴되었지만, 페넥스의 오른손이 야크트 도가의 가슴에 닿으면서 사이코 샤드는 붕괴되고, 페넥스의 배후에 100m가 넘는 거대한 날개가 형성되었다. 그 날개가 네오 지옹을 품듯이 닫혀지고, 네오 지옹은 세세한 부품으로 분해되어 날개가 눈부시게 빛남과 동시에 이것들은 증산되었다. 이후 페넥스는 요나를 남겨두고 자취를 감췄으며, 요나는 셰자르대의 동료들에 의해 구조된다.

### 페넥스 (내러티브 Ver.)
극장판 애니메이션 《기동전사 건담 NT》를 위해서, 설정 및 디자인을 재편집한 페넥스이다.
기존의 디자인과는 달리 2기의 암드 아머 DE의 하단에 봉황의 꼬리를 형상화한 꼬리 형태의 자세 제어용 스태빌라이저가 추가되었다. 또한 스태빌라이저와 균형을 이루는 형태로 암드 아머 DE의 장착 위치도 위쪽으로 변경되었다. 《기동전사 건담 UC One of Seventy Two》에서 그려진 샬롯 사건의 《기동전사 건담 NT》 작품 내에서의 기록 영상에서도 스태빌라이저는 장비한 상태로 그려져 있으며, 페넥스가 행방불명되기 이전부터 장비하고 있었다고 설정되었다. 그러나 중량 수치는 기존의 설정 그대로이다.
파일럿이 리타 베르날인 것, 최종 결전에서 주인공인 요나 바슈타가 페넥스에 일시적으로 탑승하는 것은 《기동전사 건담 NT》의 모티브에 해당하는 단편 소설 〈불사조 사냥〉과 동일하다. 리타는 감응파에 의한 사이코 프레임을 통해 영혼을 페넥스와 일체화시키고 있다. 그 모습에 대해 요나 바슈타는 "의식 같은 것은 남아있지만, 생명은 아니다"라고 언급했으며, 졸탄 아카넨에게는 "살아 있는 인간을 매개로 하지 않으면 아무 것도 할 수 없다, 껍데기, 그림자 같은 것"이라고 표현했다.
유니콘 모드 시에도 사이코 프레임의 인광이 장갑의 틈새로 항상 새어나온다는 표현도 내러티브 Ver.의 특징이다. 작품 내에서는 푸른 인광을 내뿜으면서 추진제를 사용하지 않고 사이코 프레임의 힘에 의한 기동을 보여준다. 페넥스의 기동성은 그야말로 상식 밖으로 크랍급 우주 순양함 다마스쿠스의 레이더수가 "빛의 속도......"라고 경탄할 정도의 고속을 보여주고 있다. 이 때문에 작품 내에서는 내러티브 건담 A 장비만이 페넥스에 육박하는 기동성을 가지고 재가속을 한 페넥스에 대해 추격을 가능하게 하는 수준을 보였다. 그리고 페넥스가 신사이드 6의 헬륨 3 저장 시설에서 임계 폭발을 사전에 수습하는 현상은 유니콘 건담(빛의 결정체)에도 필적하는 것이었다고 여겨진다.
이러한 "능력"에 대해서 본작의 각본을 담당한 후쿠이는 페넥스(내러티브 Ver.)는 천계로부터 힘을 얻어 움직이고 있으며, 이것은 지금의 세상에는 지나친 힘, 오파츠라고 언급했다. 리타의 의사에 따라 움직일 때는 기본적으로 유니콘 모드로 동작하며 여성스럽고 가벼운 몸짓이나 움직임으로 연출되며 앞서 설명한 꼬리 모양의 스태빌라이저도 리타의 머리 모양의 이미지를 연상시키는 움직임이 추가되었다. 과거의 샬롯 사건의 장면 및 요나가 탑승하는 장면에서만 디스트로이 모드가 되지만, 이 두 장면에서 트윈 아이의 색은 다르게 연출되었다.

#### 능력 (내러티브 Ver.)
사이코 필드 (인공물의 분해)
페넥스(내러티브 Ver.)의 손바닥에서 낸 사이코 웨이브(감응파)가 사이코 프레임을 매개로 만들어지는 역장이다.
라플라스 사변을 거쳐 "싱귤러리티 원"으로 불리게 된 RX-0 시리즈의 특성을 구현하고 있으며, 인공물을 분해하는 효과가 있다. 작품 내에서는 내러티브 건담 A장비의 복합 특수 병장 "사이코 캡처"(측면 피탄 시), 내러티브 건담 B장비의 인컴, 그리고 네오 지옹의 암 유닛 2기를 이 능력으로 분해시켰다.
불가사의한 효과를 발하지만 사이코 캡처(캡처 필드)에 의해 상쇄되는 장면도 볼 수 있다.

#### 작품 내에서의 활약 (내러티브 Ver.)
우주세기 0095년에 성능 평가 시험으로 지구연방군과 애너하임 일렉트로닉스사 사이에 모의 전투 훈련을 실시했다고 되어 있으며, 이 전투에서 페넥스는 NT-D를 발동해 제어 불가능한 폭주 상태로 돌입했다. 시험 평가원이 탑승한 아이리쉬급 전함 샬롯의 브릿지에 공격을 가하고 전투 공역으로부터 이탈해 파일럿인 리타와 함께 페넥스는 행방불명된다. 그 후 라플라스 사변 시를 포함해 몇 번인가 목격되지만, 포획하지 못하고 시간이 흘러간다.
우주세기 0097년에 사이드 4 근처의 암초 공역에서 지구연방군의 셰자르대에 의해 포획 작전이 진행되는 가운데 루오 상회에 의해 투입된 내러티브 건담 A장비와 교전 상태에 들어간다. 페넥스의 파일럿이 리타 임을 알고 있는 내러티브 건담의 파일럿인 요나는 공격을 일시중단하고 와이어를 통한 접촉 통신으로 호소하나 페넥스는 아무런 응답없이 내러티브 건담을 뿌리치고 그대로 주역으로 도주해 버린다.
그후 신사이드 6의 학원 도시 콜로니 메티스에서 소데츠키의 졸탄 아카넨 대위가 조종하는 시난주 스타인과 싸우려는 내러티브 건담 B장비의 사이코 프레임의 공명에 이끌려 나타난다. 시난주 스타인을 공격하여 내러티브 건담을 돕지만 그 자리에서 내러티브 건담의 NT-D가 발동하여 공격을 받고 무선 인컴에 의한 사이코 캡처에 의해 완전하게 기능 정지로 몰린다. 하지만 폭주해 세컨드 네오 지옹을 사이코뮤 잭한 요나를 구하기 위해 페넥스는 재기동하고 요나를 진정시킨 뒤 콜로니에서 어디론가 날아간다.
그리고 졸탄이 탑승한 세컨드 네오 지옹이 신사이드 6의 헬륨 3 비축 기지에 나타났을 때 이를 저지하기 위해 페넥스도 모습을 드러낸다. 전장으로 몰려든 제너럴 레빌의 잔존 부대의 제간들이 희생되지 않게 끔 싸웠기 때문에 고전하고 최종적으로 포획되어 버린다. 그러나 그 자리에 내러티브 건담 C장비가 달려와 위기를 벗어나고 페넥스와 함께 싸우게 된다. 지원군으로 달려온 실버 불릿 서프레서와 셰자르대, 사이코 프레임의 시료를 전장에 뿌려 공명시켜 페넥스를 엄호하러 나타난 미셸 루오의 원호를 받으며 선전했고 손상을 입은 내러티브 건담으로부터 탈출한 요나를 콕피트로 받아들여 세컨드 네오 지옹과 대결한다. 페넥스의 콕피트에 리타는 없었지만 그녀의 의사를 느낀 요나는 세컨드 네오 지옹과 대결하기로 결심한다. 그 마음에 리타와 미셸의 의사가 호응하고 페넥스의 사이코 프레임이 오버로드 상태가 된다. 디스트로이 모드로 "변신"한 페넥스는 압도적인 힘으로 세컨드 네오 지옹을 멸하고 마침내 싸움에 종지부를 찍는다.
하지만 파일럿인 졸탄이 임종할 때의 원념이 시난주 스타인으로부터 쏟아져 나와 주위의 헬륨 3 저장 탱크를 모두 폭파시키고 그 여파로 스페이스 콜리니 3개를 파괴하려 한다. 피괴된 콜로니의 파편이 낙하하면 지구에 괴멸적인 피해가 발생한다는 것을 깨달은 리타는 페넥스로부터 거대한 날개 모양의 사이코 필드를 출현시켜 주변 주역을 감싸고 헬륨 3 저장 탱크를 기저 상태로 되돌려 지구권에 평온을 되찾게 한다.
목적을 이룬 페넥스는 요나를 내려주고 어릴적 리타의 "다시 태어나면 새가 되고 싶다"라는 소원을 이루려고 하는 듯 마지막은 은하의 중심으로 여행을 떠난다.

## 암드 아머
RX-0 시리즈용의 증가 장비이다. 사이코 프레임끼리의 공명성에 주목한 기술자에 의해서 시험적으로 개발한 증가 사이코 프레임 무장으로 유니콘 모드에서도 모든 기능을 사용할 수 있다. 모두 장비하는 기체에 맞추어 도장되며 사이코 프레임도 기체와 같은 색으로 발광한다.
원작 소설판에서는 등장하지 않는 장비이며(부록 소설에는 등장), 애니메이션판 《기동전사 건담 UC》의 설정 제작을 담당한 간사이 료우에 따르면 스토리 후반에 옛날의 MS 뿐만 아니라 영상 오리지널의 MS로서의 임팩트가 필요하다고 생각해 단순히 신규 무장으로 끝나지 않는 RX-0 전용으로 만들어진 계속성이 있는 장비로 암드 아머가 설정되었다고 한다. 게다가 밴시가 암드 아머를 에피소드마다 각 부위에 장착해, 최종적으로 그것들을 1호기가 장착한다고 하는 "퍼펙트 유니콘 건담"이라고 하는 계획도 있었지만 애니메이션에서는 실현되지 않았다. 이 계획은 나중에 게임에서 풀 아머 유니콘 건담 플랜 B로 결실을 맺게 되었다. 각 부분에 장비하는 파츠는 등장하지 않았지만 어느 정도의 방향성은 모색되고 있었다.
하이퍼 빔 자벨린/암드 아머 HJ
건담 프라모델 〈1/100 MG 풀 아머 유니콘 건담 Ver.Ka〉에 부속된 것으로 처음 등장했다. 후쿠이 하루토시로부터 이미지(《기동전사 건담》 방송 당시 클로버가 발매한 완구 〈건담 DX 합체 세트〉에 부속된 무기인 "소드 자벨린"을 바탕으로 하고 있다)를 전달받아 카토키 하지메가 디자인했다. "암드 아머 HJ"라는 명칭은 유니콘 건담 퍼펙티빌리티 디바인의 설정으로 붙여졌으며, "HJ"는 "Hyperbeam-Javelin(하이퍼 빔 자벨린)"의 약자이다.
암드 아머 시리즈의 프로토타입이다. 도끼와 창의 기능을 합친 할버드(미늘창)과 유사한 무장으로, 모빌 슈트(MS)의 전체 높이 만한 긴 자루를 가지며, 자루에서 뻗어 나온 그립을 쥐는 형태이다. 끝부분에는 자벨린형과 액스형의 2가지 빔 날을 발생시키는 빔 발진부를 각각 가지고 있고, 이들에는 사이코 프레임이 내장되어 있어 전개 시에는 슬라이드되어 사이코 프레임의 일부가 노출된다. 자루를 접으면 수납 형태가 되며, 2단으로 접은 쇼트 자벨린 형태로 실드에 장착할 수도 있다. 자벨린형의 빔 발진부는 분리하여 자루 끝부분으로 이동시키거나 빔 매그넘에 장착할 수도 있다.
애니메이션판에서는 넬 아가마에 보관되어 있던 1기(빔 발진부는 1호기에 맞춘 흰색으로 사이코 프레임은 빨간색, 자루는 흰색)의 자루를 잘라내 크샤트리아 리페어드의 잃어버린 왼쪽 전완부 대신에 접합되어 전장에 투입된다. 우주세기 0096년대에는 최고 랭크의 근접 격투 무장으로 여겨지지만 작품 내에서는 밴시 노른의 빔 짓테에게 빔 블레이드가 제지당한다. 게다가 그 후의 전투에서 파괴된다.
소설판에는 등장하지 않는다. 또한 애니메이션 OVA판에서 1호기는 장비하지 않지만 TV판 《기동전사 건담 UC Re:0096》의 오프닝 영상에서는 풀 아머 유니콘 건담이 장비하는 모습이 그려졌다. 만화판 《기동전사 건담 UC 반데시네》에서는 밴시 노른이 장비하며, 제14권 표지에서는 자루 부분도 포함하여 기체색에 맞춘 검은색으로 도장되어 있다.
암드 아머 BS
밴시(애니메이션판)가 오른팔에 장비하는 사격 무장이다. "BS"는 "Beam-Smartgun(빔 스마트건)"의 약자이다. 카토키의 "좀 더 흉폭한 캐릭터성을 드러내고 싶다"는 제안으로 V 대시 건담의 빔 스마트건과 뉴 건담의 핀 판넬을 참고하였다.
일반적으로는 팔뚝 장갑에 2단으로 접혀있으며, 이 상태에서도 내장되어 있는 센서 유닛으로부터 사이코뮤로 수시로 데이터를 파일럿에게 전달함으로써 센서 능력이 크게 향상된다. 사격 시에는 손을 덮듯이 전개하여 센서 유닛으로부터 얻은 공간 데이터를 전달하고 그 감응파를 인텐션 오토매틱 시스템을 통해 핀 모양의 빔 편광기와 연동시킴으로써 정밀도가 높은 예측 조준을 가능하게 한다. 뉴 건담의 핀 판넬과 같은 개방식 배럴을 채택하고 있으며 빔 매그넘보다 위력은 낮지만, 필요에 충분한 성능을 가지고 있으며 조사 시간도 길다. 또한 빔을 왜곡시켜 사출할 수도 있다. 사격 시에는 매니퓰레이터에 씌우는 형태로 포신을 전개하기 때문에, 다른 휴대 병장과의 병용은 불가능하다.
암드 아머 VN
밴시(애니메이션판)가 왼팔에, 밴시(U.C.0095ver.)가 오른팔에 장비하는 근접 격투용 무장이다. "VN"은 "Vibro-Nail(바이브로 네일)"의 약자이다.
파일럿의 감응파를 수신했을 때의 사이코 프레임의 대폭적인 강도 향상, 즉 "강인성"에만 주목하여 개발되었다. 암드 아머 BS와는 달리 평상시에도 손을 덮도록 장비되어 있으나, 외장에 코팅이 되어 있어서 일반적인 실드와 다르지 않는 내빔 성능을 지니고 있으며, 사이코 프레임의 강인함을 이용한 질량 병기로서도 매우 우수하다. 전개 시에는 짐승의 발톱을 본뜬 4개의 클로로 이른바 초진동 파쇄 병기로써 내부 구조를 산산조각 내듯이 파괴할 수 있다. 빔 사벨보다도 장소를 가리지 않는 강력한 근접 무기이다. 또한 장비할 때도 빔 톤파의 전개는 방해받지 않는다.
《기동전사 건담 UC》의 총작화 감독 및 메카닉 디자인을 담당한 겐마 노부히코에 따르면 실드로도 막을 수 없는 최강 클래스의 근접 무기(라고 생각한다)로 여겨지며, 1호기라도 맞았으면 위험했을 것이라고 한다.
스마트폰 앱 게임인 《기동전사 건담 U.C. ENGAGE》에 등장하는 리젤 N형(디펜서 g 유닛 장비)은 본 병장의 기술을 활용한 "VN 인컴"을 장비하고 있다.
암드 아머 DE
만화판 《기동전사 건담 UC 반데시네》에서 1호기가 1개로 장비한 것이 처음으로 등장했고 이후에 밴시 노른과 페넥스에도 장비되었다. "DE"는 "Defense-Extension(디펜스 익스텐션)"의 약자이다.
RX-0 시리즈 실드의 기능 확장을 주목적으로 하는 초창기에 개발된 암드 아머이다. 실드에 증설하는 형태로 우주 공간에서의 기동력의 강화를 위한 스러스터와 끝부분(팔에 실드를 장비했을 때의 윗부분)에 광역 공격 수단을 위한 메가 캐논을 내장한다. 디스트로이 모드에서는 본 장비도 형상을 크게 바꾸고 디스트로이 모드의 기동을 더욱 날렵하게 만들며 메가 캐논의 저격 성능도 향상시켜 정확성을 높인다. 스러스터는 상부에 4기, 하부에 2기 모두 윙 모양으로 전개하는 부분에 있으며, 등쪽에 장비한 상태에서는 가변형 모빌 슈트(MS)에 버금가는 큰 추력을 획득해 행동 범위의 확대에 공헌하고 있다. 말단부에 뚜껑이 달린 손잡이가 있어 다루기가 쉽다.
애니메이션판 《기동전사 건담 UC》에서 1호기는 장비하지 않는다. 밴시 노른의 본 장비는 크샤트리아 리페어드의 판넬을 방어할 때 피괴(이 시점에서 실드 자체는 무사하다)된다. 페넥스는 본 장비 2기를 "블레이드 루트 프레임"을 통해 백팩에 연결해 폭발적인 가속력을 발휘한다. 극장판 애니메이션 《기동전사 건담 NT》에서는 판넬처럼 자유자재로 유도하고 있지만, 메가 캐논은 사용하지 않고 물리적인 공격을 행하고 있다.
특별 영상 《기동전사 건담 UC 퍼펙티빌리티》에서는 유니콘 건담 퍼펙티빌리티가 《기동전사 건담 NT》의 페넥스처럼 실드 판넬로 다루고, 메가 캐논을 조사함으로써 네오 지옹과 사격전을 펼치고 있다. 그러나 그 도중에 네오 지옹의 대형 판넬 비트에 잭을 당해 폭주하고, 결국에는 자폭하고 만다.
만화 《기동전사 건담 UC 반데시네》에서는 넬 아가마에 반입되었지만 1호기의 개발에 관여한 아론 텔제프조차도 암드 아머의 존재를 몰랐기 때문에 검증 작업에 시간이 걸려서 옛 수상 관저 라플라스를 조사할 때에 장비하고 처음으로 출격한다. 디스트로이 모드로 변신하고 본 장비의 추력도 더해져 큰 추력의 크라케 줄루를 따라 잡아 빔 톤파로 잘게 썰어 버린다. 가란시엘에 수용되어 지구 강하 후 다카르 전투에서 본 장비는 일단 분리되어 실드에 빔 개틀링 건을 장비하고 전투에 참가한다. 이후 연방군 토링튼 기지 및 라 카이람에 잠입한 스베로아 진네만 일행들이 비스트 재단의 컨테이너에서 발견해 탈취하고 다시 1호기가 실드에 장비한다. 또한 《기동전사 건담 UC 반데시네》의 풀 아머 유니콘 건담은 3기의 실드에 전부 본 장비를 증설하고 있다.
만화 《기동전사 건담 U.C.0096 라스트 선》에서는 페넥스가 등쪽에서 팔뚝 부분으로 유도시켜 메가 캐논의 발사 체제를 취하고 있다.
암드 아머 XC
밴시 노른이 백팩에 장비하고 디스트로이 모드 시에는 위쪽으로 전개되어 사자 갈기와 같은 상태가 된다. "XC"는 "Xeno-Connect(제노 커넥트)"의 약자이다. 만화 《기동전사 건담 U.C.0096 라스트 선》에서는 페넥스도 일시적으로 장비한다.
후기에 개발된 암드 아머로 제너레이터의 출력 강화와 더불어 머리의 블레이드 안테나와 연동하는 확장 기능을 가지고 파일럿과 상시 접속을 실시하면서 적성 사이코뮤 탑재 MS가 발하는 감응파의 수신 능력 및 본 기체 파일럿의 감응파의 송신 능력을 증폭시킴으로써 NT-D의 발동 조건을 완화하여 발동 후에도 파일럿과 사이코뮤의 보다 높은 친화성을 유지한다. 이로 인해 뉴타입 이외의 파일럿이라도 디스트로이 모드에서 높은 전투 능력을 발휘할 수 있게 되었다. 하지만 밴시 노른의 운용 데이터에 의하면 리디 마세나스는 자신의 힘만으로 NT-D를 발동시켰다라고 되어 있다. 중앙에는 마운트 래치가 있어 본 장비 상태에서도 등에 실드를 장착할 수 있다. 또한 장착을 통해 유니콘 건담 백팩의 사벨 홀더를 막기 위해 암드 아머 XC 자체가 총 2기의 빔 사벨 디바이스를 격납하는 기구를 가지고 있다. 덧붙여 본 장비의 개발에는 과거에 존재했던 "꺼려하는 기술"이 적지 않게 관여하고 있다고 한다.
애니메이션판 《기동전사 건담 UC》에서는 밴시 노른의 암드 아머 XC가 네오 지옹과의 전투에서 사이코 샤드에 의해 야기된 무장 파괴 현상이 일어났을 때 직접적인 무기가 아닌 암드 아머 XC도 파괴시키고 있다.
만화 《기동전사 건담 U.C.0096 라스트 선》에서는 본 장비는 일반인에게 뉴타입적인 능력을 부여하는 대신 강화인간화시키는 나이트로 시스템의 연구 시설에서 개발되었으며 페넥스라는 RX-0의 실제 기체를 입수해 요구 스펙을 충족시킨다. 이 작품에서 페넥스에 장비되는 것과 동시에 알베르토 비스트에게도 건네지지만, 후자는 나이트로와의 관련성을 내비치지 않는 것으로 여겨진다. 최종적으로 루거 루의 리바우의 빔 사벨에 의해 파괴된다.

## 풀 아머 유니콘 건담 플랜 B
트레이딩 카드 아케이드 게임 《건담 트라이 에이지》에 등장한다. 각종 암드 아머의 존재를 알게된 타쿠야가 고안한 또 하나의 풀 아머 플랜이다.
"플랜 B"의 "B"는 "파란색(Blue)"의 의미도 담고 있는 것으로 알려져 있다. 1호기를 베이스로 등에 암드 아머 XC와 암드 아머 DE가 2기, 오른팔에 암드 아머 BS, 왼팔에 암드 아머 VN, 휴대 무기로 암드 아머 HJ(하이퍼 빔 자벨린)을 장비하고 있다. 머리의 블레이드 안테나 전개면의 배색과 사이코 프레임의 발광 색상은 파란색으로 변경되었다.

### 유니콘 건담 퍼펙티빌리티
풀 아머 유니콘 건담 플랜 B의 암드 아머 DE에 페넥스(내러티브 Ver.)와 같은 스태빌라이저를 추가한 사양이다.
2018년 8월에, 2019년 2월에 발매된 《기동전사 건담 UC Blu-ray BOX Complete Edition》의 특전으로 건프라 〈1/144 RG 유니콘 건담 퍼펙티빌리티〉가 포함되어 있다는 발표가 처음으로 나왔다. 2018년 9월부터 상영되는 WALL-G 특별 영상 《기동전사 건담 UC 퍼펙티빌리티》에서는 버나지가 탑승하고 넬 아가마에서 발진해 네오 지옹과 교전한다. 사이코 샤드에 의한 무장 파괴로 대부분의 암드 아머가 파괴되지만, 파괴되지 않고 남은 암드 아머 VN은 결정기로 사용된다.
같은 시기에 건담 베이스 한정으로 〈1/144 HGUC 유니콘 건담 퍼펙티빌리티 (디스트로이 모드)〉가 발매되었으며, 2019년 7월에 건담 베이스 한정으로 〈1/144 MG 유니콘 건담 퍼펙티빌리티〉도 발매되었다.

### 유니콘 건담 퍼펙티빌리티 디바인
액션 피규어 〈로봇혼〉에서 설정된 사양으로 2020년 7월에 이벤트 "타마시이 피쳐스 2020"에서 최초로 공개되었다. 유니콘 건담 페펙티빌리티 디바인은 "유니콘 건담 PFD"라고도 약칭된다.
유니콘 건담 퍼펙티빌리티에 풀 아머 유니콘 건담의 중화기 및 장거리 이동 능력을 추가한 전술 향상 사양으로 등 부분에 대형 부스터 유닛 2기와 하이퍼 바주카의 앞부분에 그레네이드 런처, 뒷부분에 새롭게 설계된 프레임을 이용해 빔 개틀링 건 2정을 접속한 "하이퍼 바주카 플러스"를 장비했다. 정강이 측면에는 빔 매그넘을 1정씩 장비하여, 양손으로 동시에 사격하는 것을 가능하게 하였다.
풀 아머 유니콘 건담이나 풀 아머 유니콘 건담 플랜 B와 마찬가지로 타쿠야가 고안(메가라니카 내부의 것을 제안하고 있다)하였다. 시뮬레이션에 의한 이론상 성능 수치는 아론 텔제프의 조정 없이도 예상 이상의 양호한 결과를 나타내었고, 본 사양의 명칭도 그러한 수치에 자신감이 깊어진 타쿠야가 의기양양하게 그 기세를 몰아 "신"을 의미하는 거창한 명칭을 부여하였다. 또한 밴시와 페넥스(이미지 영상에 따르면 밴시(애니메이션판)과 페넥스(내러티브 Ver.))의 2기를 상대로 버나지를 파일럿으로 설정한 전투 시뮬레이션에서도 선전했다고 한다.

## G-페넥스
우주세기의 다음 세기인 "리길드 센추리"를 무대로 한 작품인 《건담 G의 레콘키스타》의 외전으로, 건담 프론트 도쿄에서 한정 이벤트 상영된 영상 작품 《건담 G의 레콘기스타 FROM THE PAST TO THE FUTURE》에 등장하는 기체이다. 캐피털 아미의 마스크 대위가 파일럿을 맡는다.
캐피털 아미가 "헤르메스의 장미의 설계도"에 기재되어 있던 유니콘 건담 3호기 페넥스의 데이터를 바탕으로 리길드 센추리의 기술로 부활시켰다. 캐피털 아미에서의 형식 번호는 CAMS-RX0이다. 전신이 검은 메탈릭 장갑으로 사이코 프레임의 발광색은 빨간색이다. 캐피털 타워에 표착한 우주세기의 사이코 프레임 소재를 회수해 재현 제조를 할 수 있었다. 무장도 유니콘 건담 3호기 페넥스의 것을 모두 재현했다. 내부 프레임이 드러나는 특수 모드(디스트로이 모드) 발동 시 포톤 배터리 유래의 이질적인 빛을 발한다.
작품 내에서는 유니콘 모드로 등장해 트와산가에서 G-알케인과 교전한다. 마스크가 무장의 특성을 파악하지 목한 경우도 있고, 잘 다루지 못했기 때문에 가변 기구를 잘 이용해 싸우는 G-알케인에 우위를 내주고, 한 때 기능 부전으로 몰리게 된다. 그 사태에 콤플렉스를 자극받은 마스크의 분노에 호응이라고 하듯이 디스트로이 모드로 변신한다. 그 힘으로 G-알케인을 물리치고 구원하러 온 G-셀프마저 압도하지만, 최종적으로 벨리 제남의 뜻에 호응해 미지의 힘을 발휘하는 G-셀프에 패해 기능을 완전히 정지한다.

## 실물 크기 유니콘 건담 입상
유니콘 건담(1호기)를 설정대로 전체 높이 19.7m(유니콘 모드 시)로 제작한 입상 모델로 정식 명칭은 "RX-0 유니콘 건담 Ver.TWC (Tokyo Water Front City) (The Life-Sized Unicorn Gundam Statue Ver. TWC)"이다.
이하의 출처는 다른 출처가 있는 경우를 제외하면, 뉴스 자료에 근거한다.
2017년 9월 24일부터 도쿄 오다이바의 다이버시티 도쿄 플라자(고토구 아오미 1가)의 "페스티벌 광장에서 정식으로 전시가 시작되었다. 유니콘 건담을 디자인한 카토키 하지메의 신규 마킹이 기체 장갑에 인쇄되어 있다. 입상이기 때문에 자립 보행, 비행은 할 수 없지만 작품 내에서의 유니콘 모드에서 디스트로이 모드로의 변형을 현실적인 수준에서 가능한 한 재현하고 있다. 그러나 일본의 법률 규정에 의하여 건축물의 높이를 가변으로 하는 것은 불가능하기 때문에 변형 시에 신장이 변화하는 기구는 의도적으로 생략되어 있다.
건조 및 전시 경위
다이버시티의 페스티벌 광장에는 2012년부터 2017년까지 RX-78-2 건담의 실물 크기 입상(실물 크기 건담)이 전시되어 있었는데, 일정 역할을 다하고 2017년 3월 5일로 전시를 마쳤다. 그 클로징 세레머니에서 같은 해 가을부터 이 곳에서 "실물 크기 유니콘 건담 입상"을 건조해 전시하는 것이 발표되었다. 신규로 시작한 "도쿄 건담 프로젝트 2017"의 일환으로 임해 부도심 지역의 활성화에 대한 기여를 건조 목적의 하나로 삼고 있다.
전시 관련
2017년 9월 24일부터 정식으로 전시가 시작되었다. 정식 공개일 전날 밤인 9월 23일에는 특별 게스트에 의한 스페셜 세레머니가 개최되었다. 무대에는 《기동전사 건담 UC》의 주인공인 버나지 링크스의 성우 우치야마 코우키, 음악을 담당한 사와노 히로유키와 Tielle, 건담 팬임을 공언하는 SUGIZO가 스페셜 게스트로 등장했으며, 후쿠이가 새로 쓴 버나지의 대사를 버나지 역의 성우인 우치야마 코우키가 읽어나가자 이에 호응하듯이 유니콘 건담이 기동하였다. 전신이 발광하는 유니콘 건담을 배경으로 Tielle는 《기동전사 건담 UC》의 TV 시리즈 주제곡 〈Into the Sky〉와 실물 크기 유니콘 건담 입상의 테마곡인 〈Cage〉를 불렀고, SUGIZO는 〈비기닝〉의 독주를 진행하였으며, 등장 게스트 전원의 스페셜 메들리 라이브 연주도 진행되었다. 정식 전시 시작 이전에도 건프라 관련을 메인으로 한 어뮤즈먼트 시설 "건담베이스 도쿄(The Gundam Base Tokyo"가 2017년 8월 19일에 다이버시티 도쿄에 문을 열었고, 이 시기부터 건조 중인 유니콘 건담을 건조 구역 밖에서 일반 통행자들도 볼 수 있었다.
정식 전시 시작 후에 RX-78-2 실물 크기 건담 전시 중에도 진행된 입상과 그 위편 건물 벽면에 프로젝션 매핑 영상을 투영하는 "Wall G"외에 각종 이벤트 기획 등을 수시로 실시하였다.
실물 크기 유니콘 건담 입상이 등장하는 작품
《건담 빌드 파이터즈 배틀로그》
2017년의 쇼트 애니메이션이다. 유니콘 건담 입상의 정식 전시에 맞추어 건담 베이스 도쿄를 무대로 한 에피소드에서는 실물 크기 유니콘 건담이 유니콘 모드 상태로 카메오 출연하였다. 그러나 백팩은 실제 입상이 아닌 《기동전사 건담 UC》에 준거해서 그려졌다.
《퍼시픽 림: 업라이징》
2018년의 영화이다. 빔 매그넘과 실드를 장비한 실물 크기 유니콘 건담이 사이코 프레임 등을 모두 흰색으로 바꾼 디스트로이 모드 상태로 카메오 출연하였다. 입상의 뒷쪽 건물에는 영어로 "Anaheim Electronics (애너하임 일렉트로닉스)"의 표기도 확인할 수 있다.
《건담 빌드 다이버즈》
2018년의 TV 애니메이션이다. 건담베이스 도쿄가 작품 내 세계의 무대 중 하나이며, 실물 크기 유니콘 건담이 등장한다. 또한 회차에 따라 유니콘 모드인 경우와 디스트로이 모드인 경우가 있었다. 《건담 빌드 파이터즈 배틀로그》와 마찬가지로 실제 입상에서는 재현할 수 없는(현실의 법률 규정에 따라) 일부 변형 기구를 재현하고 있으며 빔 매그넘과 실드를 장비하고 있다.
《러브 라이브! 니지가사키 학원 스쿨 아이돌 동호회》
2020년부터 시작하는 TV 애니메이션 시리즈이다. 다이버시티 도쿄가 작품 내 무대 중 하나이며 실물 크기 유니콘 건담이 등장한다. 작품 내의 입상은 실제 입상과 마찬가지로 빔 매그넘과 실드를 장비하지 않은 디스트로이 모드, 유니콘 모드 간의 변형과 사이코 프레임의 발광 기구도 실제 입상에 준거해서 그려졌다.
《극장판 시티 헌터 천사의 눈물》
2023년의 애니메이션 영화이다. 밧줄과 이불로 감긴 료가 여기에 걸리는 장면이 있다. 소설판에는 없다.

## 주해
1. ↑  플랜으로는 “뉴 건담 헤비 웨폰 시스템 장비형에서 검토되고 있었다”고 설정되어 있다.[10]
2. 1 2 3 4 5 6 7 8 9  《모빌 슈트 아카이브 RX-0 유니콘 건담》의 첨부에는 “본서는 ‘공식 설정’이 아니라 건담 시리즈에 등장하는 ‘RX-0 유니콘’에 대해 쓰여진 역사적·기술 연구서로서, 작품 내의 에피소드 후에 ‘작품 내 세계 속에서 간행된 서적’이라고 하는 설절에 기초해 집필되었기 때문에 작품 내·관련 작품 등과 다른 설정 해석이 포함될 수도 있으니 양해 바랍니다”라는 취지의 언급이 있다.
3. ↑  그러나 서적 등의 기체 해설의 표제에서 “RX-0 유니콘”이라고 한 기재는 없다.
4. ↑  《기동전사 건담 NT》에서는 RX-0 전용 시스템이 아니라 내러티브 건담도 NT-D를 기체 관제에 사용하고 있다.
5. ↑  이 밖에 가속력을 언급한 장면으로 소설판에서는 마주친 셰자르 대가 빔 광보다 빠른 것인가!?“라고 경악하고 있다.[133]
6. ↑  《기동전사 건담 NT》의 설정에서의 샬롯 사건의 상세한 경위에 대해서는 오오모리 코조의 코믹컬라이즈판에서 제8화부터 제10화에 걸쳐 이야기되고 있으며 《One of Seventy Two》나 소설 〈불사조 사냥〉과는 세부적인 전개가 다르지만 마사가 지켜보는 가운데, 밴시와의 모의전이 행해져 소데츠키의 기체의 난입을 계기로 폭주한 페넥스가 밴시를 격추하고 라슨 중장, 연구원, 오퍼레이터들이 타고 있는 샬롯을 격침한다는 기존의 설정에 준하는 전개가 그려지고 있다.
7. ↑  밴시(애니메이션판)에 부수되는 설정이며, 그 후에 설정된 암드 아머 DE 및 암드 아머 XC에서도 적용되는지는 알 수 없다.
8. ↑  〈건담 DX 합체 세트〉의 소드 자벨린과 같은 사양이며, 후쿠이 하루토시는 카토키 하지메에게 이것과 사이코 프레임을 넣는 것 2가지를 요구했다고 한다.[146]
9. ↑  “바이브레이션 네일”이라고 하는 자료도 있다.[161]

## 참고 문헌
- 요시자와 슌이치 (2019년 5월 24일). 《기동전사 NT 특장 한정판》 (Blu-ray). 반다이 남코 아츠. JAN 4934569364326, 규격 번호 BCXA-1432. |id=에 templatestyles stripmarker가 있음(위치 1) (도움말)
  - 후쿠이 하루토시 (각본) (2019년 5월 24일). 《동봉 특전 드라마 CD 기동전사 건담 UC Episode EX2 사자의 귀환》 (CD). 반다이 남코 아츠.
  - 《동봉 특전 DISC》 (Blu-ray). 반다이 남코 아츠. 2019년 5월 24일.
  - 《동봉 특전 완전 설정 자료집》. 반다이 남코 아츠. 2019년 5월 24일. 
  - 《기동전사 건담 NT 동봉 특전 특제 북클릿》. 반다이 남코 아츠. 2019년 5월 24일.

- 서적
  - 카토키 하지메 (2010년 8월 26일). 《기동전사 건담 UC 카토키 하지메 메카니컬 아카이브스》. 카도카와 코믹스·에이스. 카도카와 쇼텐. ISBN 978-4-04-715360-8.
  - 간사이 료지 (2013년 3월 9일). 《기동전사 건담 UC 프리즈매틱 모빌즈 파트 1》. 카도카와 쇼텐. ISBN 978-4-04-120641-6.
  - 《후타바샤 무크 그레이트 메카닉 스페셜 기동전사 건담 UC 메카닉&월드 Ep 4-6》. 후타바샤. 2013년 5월 30일. ISBN 978-4-575-46474-0.
  - 《후타바샤 무크 그레이트 메카닉 스페셜 기동전사 건담 UC 메카닉&월드 Ep 7》. 후타바샤. 2014년 10월 16일. ISBN 978-4-575-46482-5.
  - 《어른의 건담 대도감》. MAGAZINE HOUSE MOOK. 매거진 하우스. 2014년 9월 25일. ISBN 978-4-8387-8938-2.
  - 《전격 데이터 컬렉션 기동전사 건담 UC》. 카도카와 쇼텐. 2014년 12월 13일. ISBN 978-4-04-869155-0.
  - 《모빌 슈트 아카이브 RX-0 유니콘 건담》. SB Creative. 2015년 11월 7일. ISBN 978-4-7973-8246-4.
  - 간사이 료지 (2016년 7월 21일). 《기동전사 건담 UC 프리즈매틱 모빌즈 파트 2》. 카도카와 쇼텐. ISBN 978-4-04-104668-5.
  - 《뉴타입 전설 비아》. 피아 주식회사. 2021년 5월 30일. ISBN 978-4-8356-4301-4.

- 무크
  - 《건담 모빌 슈트의 교과서 U.C.0093-U.C.0097 역습의 샤아&건담 UC편》. 타츠미 출판. 2023년 11월 5일.

- 잡지 기사
  - 간사이 료지. 《기동전사 건담 UC 프리즈매틱 모빌즈 특별편》. 《건담 에이스》 (카도카와 쇼텐).

- 소설
  - 후쿠이 하루토시 (2007년 12월 26일). 《기동전사 건담 UC》 제3권. 카도카와 쇼텐. ISBN 978-4-04-715003-4.
  - 후쿠이 하루토시 (2008년 4월 26일). 《기동전사 건담 UC》 제4권. 카도카와 쇼텐. ISBN 978-4-04-715060-7.
  - 후쿠이 하루토시 (2009년 4월 25일). 《기동전사 건담 UC》 제8권. 카도카와 쇼텐. ISBN 978-4-04-715229-8.
  - 후쿠이 하루토시 (2009년 8월 26일). 《기동전사 건담 UC》 제10권. 카도카와 쇼텐. ISBN 978-4-04-715287-8.
  - 후쿠이 하루토시 (2016년 3월 26일). 《기동전사 건담 UC》. 카도카와 코믹스·에이스. 제11권 불사조 사냥. 카도카와 쇼텐. ISBN 978-4-04-103921-2.
  - 타케우치 키요토; 후쿠이 하루토시 (2018년 11월 26일). 《소설 기동전사 건담 NT》. 카도카와 코믹스·에이스 초판. 카도카와 쇼텐. ISBN 978-4-04-107596-8.

- 분책 백과
  - 《주간 건담 퍼펙트 파일》. 데아고스티니 재팬. 2011년 11월 8일.
  - 《주간 건담 모빌 슈트 바이블》. 데아고스티니 재팬. 2019년 3월 5일.
  - 《주간 건담 모빌 슈트 바이블》. 데아고스티니 재팬. 2019년 6월 11일.
  - 《주간 건담 모빌 슈트 바이블》. 데아고스티니 재팬. 2019년 7월 16일.
  - 《주간 건담 모빌 슈트 바이블》. 데아고스티니 재팬. 2019년 9월 17일.
  - 《주간 건담 모빌 슈트 바이블》. 데아고스티니 재팬. 2020년 1월 7일.
  - 《주간 건담 모빌 슈트 바이블》. 데아고스티니 재팬. 2020년 7월 29일.
  - 《주간 건담 모빌 슈트 바이블》. 데아고스티니 재팬. 2020년 8월 11일.
  - 《주간 건담 모빌 슈트 바이블》. 데아고스티니 재팬. 2020년 9월 8일.
  - 《주간 건담 모빌 슈트 바이블》. 데아고스티니 재팬. 2020년 10월 13일.
  - 《주간 건담 모빌 슈트 바이블》. 데아고스티니 재팬. 2021년 6월 1일.
  - 《주간 건담 모빌 슈트 바이블》. 데아고스티니 재팬. 2021년 7월 20일.
  - 《주간 건담 모빌 슈트 바이블》 (데아고스티니 재팬). 2022년 2월 8일. |제목=이(가) 없거나 비었음 (도움말)

- 건담 프라모델 부속 조립 설명서
  - 《1/100 MG RX-0 유니콘 건담 Ver.Ka》. 반다이. 2007년 12월.
  - 《1/100 MG RX-0 풀 아머 유니콘 건담 Ver.Ka》. 반다이. 2018년 12월.
  - 《1/100 MG RX-0 유니콘 건담 2호기 밴시 Ver.Ka》. 반다이. 2018년 3월 10일.
  - 《1/144 HGUC RX-0 유니콘 건담 2호기 밴시 (디스트로이 모드)》. 반다이. 2012년 1월.
  - 《1/144 HGUC RX-0 유니콘 건담 2호기 밴시 (유니콘 모드)》. 반다이. 2012년 1월.
  - 《1/100 MG RX-0 유니콘 건담 2호기 밴시》. 반다이. 2012년 3월.
  - 《1/144 HGUC RX-0[N] 유니콘 건담 2호기 밴시 노른 (유니콘 모드)》. 반다이. 2013년 3월.
  - 《1/100 MG RX-0 유니콘 건담 3호기 페넥스》. 반다이. 2014년 2월.
  - 《1/144 HGUC RX-0[N] 유니콘 건담 2호기 밴시 노른 (디스트로이 모드)》. 반다이. 2014년 3월.
  - 《1/144 HGUC NZ-666 크샤트리아 리페어드》. 반다이. 2014년 5월.
  - 《1/60 PG RX-0[N] 유니콘 건담 2호기 밴시 노른》. 반다이. 2015년 9월.
  - 《1/100 MG RX-0 유니콘 건담 2호기 밴시 Ver.Ka》. 반다이. 2018년 3월.
  - 《1/144 HGUC RX-0 유니콘 건담 3호기 페넥스 (디스트로이 모드) (내러티브 Ver.)》. 반다이. 2018년 6월.
  - 《1/144 RG RX-0[N] 유니콘 건담 2호기 밴시 노른》. 반다이 스피리츠. 2018년 2월 17일.
  - 《1/144 RG RX-0 풀 아머 유니콘 건담》. 반다이 스피리츠. 2018년 12월 22일.
  - 《1/144 HGUC ARX-014S 실버 불릿 서프레서》. 반다이 스피리츠. 2019년 6월.
  - 《1/100 MGEX RX-0 유니콘 건담 Ver.Ka》. 반다이 스피리츠. 2020년 11월.

- 트레이딩 카드
  - 《S1B/C BL027R 바이브레이션 네일》. 《건담 워 네구자》 (반다이). 2013년 1월 25일.
  - 《B7-012 밴시 노른 (디스트로이 모드)》. 《건담 트라이 에이지》 (반다이). 2014년 6월 5일.

- 웹 사이트
  - “수수께끼의 유니콘 건담 “퍼펙티빌리티 디바인!””. 《타마시이 네이션즈 공식 블로그》. 반다이 스피리츠. 2020년 7월 4일에 확인함.
  - “로봇혼 〈SIDE MS〉 유니콘 건담 퍼펙티빌리티 디바인”. 《프리미엄 반다이》. 반다이 스피리츠. 2020년 7월 31일에 확인함.
  - “REAL EXPERIENCE MODEL RX-0 유니콘 건담 (AUTO-TRANS edition) 예약 개시 기념 대담 후쿠이 하루토시(저자·스토리)×선라이즈 오가타 나오히로(프로듀서)”. 《반다이 하비 사이트》. 반다이 스피리츠. 2021년 3월 15일에 확인함.

- 기타
  - 〈시나리오 소책자 기동전사 건담 UC One of Seventy Two (시나리오 소책자)〉. 《1/144 HGUC 유니콘 건담 3호기 페넥스 (디스트로이 모드) Ver.GFT》. 건프라 HGUC. 반다이. 2013년 8월 16일. 
  - 요시자와 슌이치 (감독), 후쿠이 하루토시 (각본) 외 (2019년 5월 24일). 《기동전사 건담 NT 특장 한정판》 (Blu-ray). 반다이 남코 아츠. JAN 4934569364326, 규격품번 BCXA-1432. |id=에 templatestyles stripmarker가 있음(위치 1) (도움말)
  - 《기동전사 건담 NT Blu-ray 특장 한정판 동봉 특전 완전 설정 자료집》. 반다이 남코 아츠. 2019년 5월 24일. 
  - 《로봇혼 〈SIDE MS〉 유니콘 건담 (결정체 Ver.)》. 반다이. 2016년 10월. |title=에 외부 링크가 있음 (도움말)
  - 〈기동전사 건담 NT〉 수량 한정 무비 티켓 예매권 제2탄 특전 특제 북클릿 《보고서-U.C.0097-〈UC 계획〉에 관련된 모빌 슈트 및 관련 세력의 현상에 대하여》
  - 《기동전사 건담 UC Episode EX2 사자의 귀환》. 카도카와. 2020년 7월 22일. ISBN 978-4041097229. |ID=에 templatestyles stripmarker가 있음(위치 1) (도움말)

## 같이 보기
- 우주세기의 기동변기 목록
- 뉴타입 전용기
- 시난주
- 뉴 건담
- 사이코 프레임